# Llista d'asteroides (455001-456000)
Llista d'asteroides del 455.001 al 456.000, amb data de descoberta i descobridor. És un fragment de la llista d'asteroides completa. Als asteroides se'ls dona un número quan es confirma la seva òrbita, per tant apareixen llistats aproximadament segons la data de descobriment.

## 455001–455100
| Nom    | Designació provisional | Data de descobriment   | Lloc de descobriment | Descobridor/s        |
| ------ | ---------------------- | ---------------------- | -------------------- | -------------------- |
| 455001 | 2015 TQ248             | 6 d'octubre de 1999    | Kitt Peak            | Spacewatch           |
| 455002 | 2015 TT252             | 8 d'octubre de 1994    | Kitt Peak            | Spacewatch           |
| 455003 | 2015 TW252             | 29 de setembre de 2000 | Kitt Peak            | Spacewatch           |
| 455004 | 2015 TS254             | 30 d'octubre de 2005   | Mount Lemmon         | Mt. Lemmon Survey    |
| 455005 | 2015 TG257             | 7 de setembre de 2004  | Kitt Peak            | Spacewatch           |
| 455006 | 2015 TL259             | 4 d'octubre de 2006    | Mount Lemmon         | Mt. Lemmon Survey    |
| 455007 | 2015 TM260             | 28 de novembre de 2005 | Kitt Peak            | Spacewatch           |
| 455008 | 2015 TV265             | 14 de gener de 1996    | Kitt Peak            | Spacewatch           |
| 455009 | 2015 TY265             | 1 d'octubre de 2005    | Mount Lemmon         | Mt. Lemmon Survey    |
| 455010 | 2015 TA281             | 3 de novembre de 2004  | Kitt Peak            | Spacewatch           |
| 455011 | 2015 TT281             | 16 d'abril de 2009     | Catalina             | CSS                  |
| 455012 | 2015 TK283             | 28 d'octubre de 1994   | Kitt Peak            | Spacewatch           |
| 455013 | 2015 TO283             | 26 de gener de 2006    | Kitt Peak            | Spacewatch           |
| 455014 | 2015 TK287             | 30 de desembre de 2005 | Mount Lemmon         | Mt. Lemmon Survey    |
| 455015 | 2015 TR288             | 16 de setembre de 2004 | Anderson Mesa        | LONEOS               |
| 455016 | 2015 TA298             | 8 de març de 2005      | Kitt Peak            | Spacewatch           |
| 455017 | 2015 TN298             | 7 d'agost de 2004      | Campo Imperatore     | CINEOS               |
| 455018 | 2015 TR303             | 7 de desembre de 1999  | Kitt Peak            | Spacewatch           |
| 455019 | 2015 TF306             | 2 de desembre de 2010  | Mount Lemmon         | Mt. Lemmon Survey    |
| 455020 | 2015 TG315             | 13 de març de 2007     | Mount Lemmon         | Mt. Lemmon Survey    |
| 455021 | 2015 TV321             | 16 de juny de 2007     | Kitt Peak            | Spacewatch           |
| 455022 | 2015 TD322             | 1 de maig de 2003      | Kitt Peak            | Spacewatch           |
| 455023 | 2015 TV325             | 26 de gener de 2007    | Kitt Peak            | Spacewatch           |
| 455024 | 2015 TD328             | 27 de maig de 2003     | Kitt Peak            | Spacewatch           |
| 455025 | 2015 TQ328             | 12 de desembre de 1999 | Kitt Peak            | Spacewatch           |
| 455026 | 2015 TS334             | 13 de maig de 1997     | Kitt Peak            | Spacewatch           |
| 455027 | 2015 TQ335             | 3 de febrer de 2012    | Mount Lemmon         | Mt. Lemmon Survey    |
| 455028 | 2015 TT336             | 23 de setembre de 2000 | Anderson Mesa        | LONEOS               |
| 455029 | 2015 TC337             | 18 de novembre de 2003 | Kitt Peak            | Spacewatch           |
| 455030 | 2015 TO339             | 31 d'agost de 2009     | Siding Spring        | Siding Spring Survey |
| 455031 | 2015 TQ343             | 25 d'octubre de 2005   | Kitt Peak            | Spacewatch           |
| 455032 | 2015 TN346             | 26 de març de 2007     | Mount Lemmon         | Mt. Lemmon Survey    |
| 455033 | 2015 TH348             | 11 de setembre de 2010 | Mount Lemmon         | Mt. Lemmon Survey    |
| 455034 | 2015 TL349             | 16 de març de 2007     | Kitt Peak            | Spacewatch           |
| 455035 | 2015 TX349             | 18 de novembre de 2008 | Kitt Peak            | Spacewatch           |
| 455036 | 2015 TY349             | 17 de febrer de 2007   | Kitt Peak            | Spacewatch           |
| 455037 | 2015 UP                | 17 de maig de 2010     | WISE                 | WISE                 |
| 455038 | 2015 UY5               | 3 de febrer de 2006    | Kitt Peak            | Spacewatch           |
| 455039 | 2015 UC6               | 1 de novembre de 2000  | Socorro              | LINEAR               |
| 455040 | 2015 UO6               | 10 de febrer de 2008   | Catalina             | CSS                  |
| 455041 | 2015 UY6               | 4 de novembre de 2004  | Catalina             | CSS                  |
| 455042 | 2015 UA7               | 5 de desembre de 2005  | Kitt Peak            | Spacewatch           |
| 455043 | 2015 UD7               | 27 de novembre de 2010 | Mount Lemmon         | Mt. Lemmon Survey    |
| 455044 | 2015 UO7               | 6 de desembre de 2010  | Catalina             | CSS                  |
| 455045 | 2015 UR7               | 7 de setembre de 2004  | Kitt Peak            | Spacewatch           |
| 455046 | 2015 UU7               | 18 de setembre de 1995 | Kitt Peak            | Spacewatch           |
| 455047 | 2015 UY9               | 30 d'octubre de 2005   | Kitt Peak            | Spacewatch           |
| 455048 | 2015 UC10              | 8 d'octubre de 2004    | Kitt Peak            | Spacewatch           |
| 455049 | 2015 UV10              | 1 d'octubre de 2005    | Mount Lemmon         | Mt. Lemmon Survey    |
| 455050 | 2015 UO11              | 11 d'abril de 2010     | Mount Lemmon         | Mt. Lemmon Survey    |
| 455051 | 2015 US11              | 25 de setembre de 2006 | Kitt Peak            | Spacewatch           |
| 455052 | 2015 UW11              | 18 d'agost de 2006     | Kitt Peak            | Spacewatch           |
| 455053 | 2015 UO12              | 12 d'octubre de 2007   | Kitt Peak            | Spacewatch           |
| 455054 | 2015 UF15              | 25 d'octubre de 2005   | Kitt Peak            | Spacewatch           |
| 455055 | 2015 UF16              | 23 d'octubre de 2008   | Mount Lemmon         | Mt. Lemmon Survey    |
| 455056 | 2015 UM16              | 29 de setembre de 2008 | Catalina             | CSS                  |
| 455057 | 2015 UH19              | 12 de gener de 2002    | Kitt Peak            | Spacewatch           |
| 455058 | 2015 UP19              | 25 de gener de 2009    | Kitt Peak            | Spacewatch           |
| 455059 | 2015 UN22              | 9 de novembre de 1999  | Socorro              | LINEAR               |
| 455060 | 2015 UF26              | 4 d'octubre de 2006    | Mount Lemmon         | Mt. Lemmon Survey    |
| 455061 | 2015 UN26              | 26 de juny de 2011     | Mount Lemmon         | Mt. Lemmon Survey    |
| 455062 | 2015 UC31              | 28 d'abril de 2008     | Mount Lemmon         | Mt. Lemmon Survey    |
| 455063 | 2015 UE31              | 6 d'abril de 2008      | Mount Lemmon         | Mt. Lemmon Survey    |
| 455064 | 2015 UG36              | 20 de novembre de 2001 | Socorro              | LINEAR               |
| 455065 | 2015 UG37              | 14 de febrer de 2005   | Kitt Peak            | Spacewatch           |
| 455066 | 2015 UY37              | 11 de setembre de 2004 | Kitt Peak            | Spacewatch           |
| 455067 | 2015 UW38              | 3 d'abril de 2008      | Mount Lemmon         | Mt. Lemmon Survey    |
| 455068 | 2015 UX41              | 19 de setembre de 2006 | Kitt Peak            | Spacewatch           |
| 455069 | 2015 UE42              | 31 de gener de 2006    | Kitt Peak            | Spacewatch           |
| 455070 | 2015 UV42              | 2 de febrer de 2006    | Kitt Peak            | Spacewatch           |
| 455071 | 2015 UP43              | 16 de maig de 2007     | Mount Lemmon         | Mt. Lemmon Survey    |
| 455072 | 2015 UO44              | 14 de desembre de 2001 | Socorro              | LINEAR               |
| 455073 | 2015 UQ44              | 6 de setembre de 2008  | Catalina             | CSS                  |
| 455074 | 2015 UT44              | 10 de novembre de 2004 | Kitt Peak            | Spacewatch           |
| 455075 | 2015 UX47              | 21 de febrer de 2006   | Catalina             | CSS                  |
| 455076 | 2015 UD49              | 27 de desembre de 2005 | Kitt Peak            | Spacewatch           |
| 455077 | 2015 UH50              | 23 d'octubre de 2006   | Mount Lemmon         | Mt. Lemmon Survey    |
| 455078 | 2015 UY50              | 10 de febrer de 1999   | Kitt Peak            | Spacewatch           |
| 455079 | 2015 UU51              | 14 de febrer de 2010   | Mount Lemmon         | Mt. Lemmon Survey    |
| 455080 | 2015 UB53              | 3 de setembre de 2007  | Catalina             | CSS                  |
| 455081 | 2015 UJ53              | 25 d'octubre de 2005   | Kitt Peak            | Spacewatch           |
| 455082 | 2015 UR53              | 13 d'agost de 2006     | Siding Spring        | Siding Spring Survey |
| 455083 | 2015 UZ53              | 10 de febrer de 1996   | Kitt Peak            | Spacewatch           |
| 455084 | 2015 UK54              | 21 d'agost de 2006     | Kitt Peak            | Spacewatch           |
| 455085 | 2015 UX58              | 31 de gener de 2006    | Kitt Peak            | Spacewatch           |
| 455086 | 2015 UG62              | 19 de desembre de 2003 | Kitt Peak            | Spacewatch           |
| 455087 | 2015 UT65              | 14 de desembre de 2004 | Socorro              | LINEAR               |
| 455088 | 2015 UF66              | 9 de gener de 2007     | Mount Lemmon         | Mt. Lemmon Survey    |
| 455089 | 2015 UZ66              | 26 de juliol de 2011   | Siding Spring        | Siding Spring Survey |
| 455090 | 2015 UL67              | 31 de desembre de 2007 | Catalina             | CSS                  |
| 455091 | 2015 UB68              | 30 de setembre de 2005 | Mount Lemmon         | Mt. Lemmon Survey    |
| 455092 | 2015 UJ68              | 30 de novembre de 2011 | Kitt Peak            | Spacewatch           |
| 455093 | 2015 UT70              | 13 d'octubre de 2001   | Kitt Peak            | Spacewatch           |
| 455094 | 2015 UU72              | 7 d'octubre de 2004    | Socorro              | LINEAR               |
| 455095 | 2015 UA73              | 10 d'octubre de 2004   | Kitt Peak            | Spacewatch           |
| 455096 | 2015 UR73              | 2 de febrer de 2006    | Kitt Peak            | Spacewatch           |
| 455097 | 2015 UL74              | 24 de març de 2012     | Mount Lemmon         | Mt. Lemmon Survey    |
| 455098 | 2015 UP74              | 25 de novembre de 2005 | Mount Lemmon         | Mt. Lemmon Survey    |
| 455099 | 2015 UT74              | 1 de març de 2008      | Kitt Peak            | Spacewatch           |
| 455100 | 2015 UC77              | 11 de gener de 2011    | Catalina             | CSS                  |

## 455101–455200
| Nom    | Designació provisional | Data de descobriment   | Lloc de descobriment | Descobridor/s                        |
| ------ | ---------------------- | ---------------------- | -------------------- | ------------------------------------ |
| 455101 | 2015 UG77              | 7 d'octubre de 2004    | Kitt Peak            | Spacewatch                           |
| 455102 | 2015 UK77              | 30 de novembre de 2005 | Kitt Peak            | Spacewatch                           |
| 455103 | 2015 UZ79              | 30 de gener de 2006    | Kitt Peak            | Spacewatch                           |
| 455104 | 2015 UA81              | 25 de setembre de 2006 | Mount Lemmon         | Mt. Lemmon Survey                    |
| 455105 | 2015 UE81              | 21 de juliol de 2010   | WISE                 | WISE                                 |
| 455106 | 2015 UA82              | 13 d'octubre de 2004   | Kitt Peak            | Spacewatch                           |
| 455107 | 2015 UK82              | 3 d'octubre de 1991    | Kitt Peak            | Spacewatch                           |
| 455108 | 2015 UN83              | 22 d'octubre de 2005   | Kitt Peak            | Spacewatch                           |
| 455109 | 2015 VD4               | 10 de desembre de 2004 | Kitt Peak            | Spacewatch                           |
| 455110 | 2015 VG5               | 9 d'octubre de 2007    | Catalina             | CSS                                  |
| 455111 | 2015 VD6               | 7 d'octubre de 2004    | Anderson Mesa        | LONEOS                               |
| 455112 | 2015 VU6               | 6 de maig de 2008      | Mount Lemmon         | Mt. Lemmon Survey                    |
| 455113 | 2015 VZ7               | 1 de desembre de 2005  | Kitt Peak            | Spacewatch                           |
| 455114 | 2015 VS24              | 13 d'abril de 2004     | Kitt Peak            | Spacewatch                           |
| 455115 | 2015 VD25              | 11 de novembre de 2004 | Kitt Peak            | Spacewatch                           |
| 455116 | 2015 VG25              | 30 de novembre de 2011 | Catalina             | CSS                                  |
| 455117 | 2015 VB26              | 7 d'octubre de 2004    | Kitt Peak            | Spacewatch                           |
| 455118 | 2015 VD26              | 20 de setembre de 2003 | Kitt Peak            | Spacewatch                           |
| 455119 | 2015 VZ29              | 9 de novembre de 2004  | Catalina             | CSS                                  |
| 455120 | 2015 VT31              | 12 d'octubre de 1993   | Kitt Peak            | Spacewatch                           |
| 455121 | 2015 VO33              | 3 de desembre de 1999  | Kitt Peak            | Spacewatch                           |
| 455122 | 2015 VC34              | 29 de juliol de 2009   | Kitt Peak            | Spacewatch                           |
| 455123 | 2015 VF39              | 14 de gener de 2010    | WISE                 | WISE                                 |
| 455124 | 2015 VY40              | 30 de maig de 2006     | Kitt Peak            | Spacewatch                           |
| 455125 | 2015 VY41              | 4 de desembre de 2007  | Kitt Peak            | Spacewatch                           |
| 455126 | 2015 VO72              | 17 de setembre de 2003 | Kitt Peak            | Spacewatch                           |
| 455127 | 2015 VY72              | 30 de desembre de 2000 | Socorro              | LINEAR                               |
| 455128 | 2015 VQ74              | 23 d'agost de 1998     | Kitt Peak            | Spacewatch                           |
| 455129 | 2015 VR74              | 19 de setembre de 2001 | Socorro              | LINEAR                               |
| 455130 | 2015 VU78              | 26 d'octubre de 2008   | Mount Lemmon         | Mt. Lemmon Survey                    |
| 455131 | 2015 VP94              | 25 de desembre de 2010 | Mount Lemmon         | Mt. Lemmon Survey                    |
| 455132 | 2015 VD96              | 8 d'octubre de 2004    | Socorro              | LINEAR                               |
| 455133 | 2015 VH98              | 31 de març de 2003     | Kitt Peak            | Spacewatch                           |
| 455134 | 2015 VG99              | 30 de desembre de 2008 | Mount Lemmon         | Mt. Lemmon Survey                    |
| 455135 | 2015 VW99              | 26 de setembre de 2006 | Kitt Peak            | Spacewatch                           |
| 455136 | 2015 VG101             | 9 de febrer de 2008    | Mount Lemmon         | Mt. Lemmon Survey                    |
| 455137 | 2015 VL103             | 22 d'abril de 2011     | Kitt Peak            | Spacewatch                           |
| 455138 | 2015 VW104             | 17 d'octubre de 2009   | Mount Lemmon         | Mt. Lemmon Survey                    |
| 455139 | 2015 VO106             | 27 de març de 2008     | Mount Lemmon         | Mt. Lemmon Survey                    |
| 455140 | 2015 VP107             | 11 de setembre de 2004 | Socorro              | LINEAR                               |
| 455141 | 2015 VE113             | 17 de novembre de 2011 | Mount Lemmon         | Mt. Lemmon Survey                    |
| 455142 | 2015 VV113             | 10 de desembre de 2004 | Socorro              | LINEAR                               |
| 455143 | 2015 VF119             | 25 d'octubre de 2005   | Kitt Peak            | Spacewatch                           |
| 455144 | 2015 VP124             | 9 de setembre de 2004  | Socorro              | LINEAR                               |
| 455145 | 1983 QB1               | 30 d'agost de 1983     | Palomar              | Gibson, J.                           |
| 455146 | 1993 FS                | 25 de març de 1993     | Kitt Peak            | Spacewatch                           |
| 455147 | 1994 AH9               | 8 de gener de 1994     | Kitt Peak            | Spacewatch                           |
| 455148 | 1994 UG                | 28 d'octubre de 1994   | Kitt Peak            | Spacewatch                           |
| 455149 | 1995 LF                | 4 de juny de 1995      | Kitt Peak            | Spacewatch                           |
| 455150 | 1995 TC10              | 2 d'octubre de 1995    | Kitt Peak            | Spacewatch                           |
| 455151 | 1995 UF56              | 23 d'octubre de 1995   | Kitt Peak            | Spacewatch                           |
| 455152 | 1995 VN8               | 14 de novembre de 1995 | Kitt Peak            | Spacewatch                           |
| 455153 | 1995 YD15              | 20 de desembre de 1995 | Kitt Peak            | Spacewatch                           |
| 455154 | 1996 RQ19              | 8 de setembre de 1996  | Kitt Peak            | Spacewatch                           |
| 455155 | 1996 TE36              | 11 d'octubre de 1996   | Kitt Peak            | Spacewatch                           |
| 455156 | 1996 VA23              | 3 de novembre de 1996  | Kitt Peak            | Spacewatch                           |
| 455157 | 1997 YM3               | 20 de desembre de 1997 | Xinglong             | Beijing Schmidt CCD Asteroid Program |
| 455158 | 1998 KP43              | 29 de maig de 1998     | Kitt Peak            | Spacewatch                           |
| 455159 | 1998 MT22              | 21 de juny de 1998     | Kitt Peak            | Spacewatch                           |
| 455160 | 1998 QV29              | 23 d'agost de 1998     | Xinglong             | Beijing Schmidt CCD Asteroid Program |
| 455161 | 1998 RH4               | 14 de setembre de 1998 | Socorro              | LINEAR                               |
| 455162 | 1998 SE5               | 20 de setembre de 1998 | Catalina             | CSS                                  |
| 455163 | 1998 SP31              | 20 de setembre de 1998 | Kitt Peak            | Spacewatch                           |
| 455164 | 1998 TN                | 10 d'octubre de 1998   | Goodricke-Pigott     | Tucker, R. A.                        |
| 455165 | 1999 AL10              | 14 de gener de 1999    | Catalina             | CSS                                  |
| 455166 | 1999 AF16              | 9 de gener de 1999     | Kitt Peak            | Spacewatch                           |
| 455167 | 1999 BN29              | 18 de gener de 1999    | Kitt Peak            | Spacewatch                           |
| 455168 | 1999 JF105             | 12 de maig de 1999     | Socorro              | LINEAR                               |
| 455169 | 1999 KQ6               | 23 de maig de 1999     | Anderson Mesa        | LONEOS                               |
| 455170 | 1999 ND5               | 14 de juliol de 1999   | Socorro              | LINEAR                               |
| 455171 | 1999 OM4               | 19 de juliol de 1999   | Mauna Kea            | Mauna Kea                            |
| 455172 | 1999 QJ                | 17 d'agost de 1999     | Siding Spring        | McNaught, R. H.                      |
| 455173 | 1999 TF137             | 6 d'octubre de 1999    | Socorro              | LINEAR                               |
| 455174 | 1999 TD207             | 14 d'octubre de 1999   | Socorro              | LINEAR                               |
| 455175 | 1999 UK11              | 30 d'octubre de 1999   | Kitt Peak            | Spacewatch                           |
| 455176 | 1999 VF22              | 10 de novembre de 1999 | Catalina             | CSS                                  |
| 455177 | 1999 VJ42              | 4 de novembre de 1999  | Kitt Peak            | Spacewatch                           |
| 455178 | 1999 VL231             | 15 de novembre de 1999 | Kitt Peak            | Spacewatch                           |
| 455179 | 2000 AQ221             | 8 de gener de 2000     | Kitt Peak            | Spacewatch                           |
| 455180 | 2000 BE40              | 28 de gener de 2000    | Kitt Peak            | Spacewatch                           |
| 455181 | 2000 DX90              | 27 de febrer de 2000   | Kitt Peak            | Spacewatch                           |
| 455182 | 2000 DE108             | 28 de febrer de 2000   | Socorro              | LINEAR                               |
| 455183 | 2000 DR115             | 28 de febrer de 2000   | Kitt Peak            | Spacewatch                           |
| 455184 | 2000 ED14              | 4 de març de 2000      | Socorro              | LINEAR                               |
| 455185 | 2000 EB107             | 12 de març de 2000     | Socorro              | LINEAR                               |
| 455186 | 2000 ES115             | 10 de març de 2000     | Kitt Peak            | Spacewatch                           |
| 455187 | 2000 GX59              | 5 d'abril de 2000      | Socorro              | LINEAR                               |
| 455188 | 2000 NQ8               | 5 de juliol de 2000    | Kitt Peak            | Spacewatch                           |
| 455189 | 2000 QM7               | 25 d'agost de 2000     | Socorro              | LINEAR                               |
| 455190 | 2000 QE25              | 26 d'agost de 2000     | Socorro              | LINEAR                               |
| 455191 | 2000 QL110             | 24 d'agost de 2000     | Socorro              | LINEAR                               |
| 455192 | 2000 QN130             | 31 d'agost de 2000     | Socorro              | LINEAR                               |
| 455193 | 2000 RJ60              | 6 de setembre de 2000  | Socorro              | LINEAR                               |
| 455194 | 2000 SZ48              | 3 de setembre de 2000  | Socorro              | LINEAR                               |
| 455195 | 2000 SR178             | 28 de setembre de 2000 | Socorro              | LINEAR                               |
| 455196 | 2000 TP19              | 23 de setembre de 2000 | Anderson Mesa        | LONEOS                               |
| 455197 | 2000 TV45              | 1 d'octubre de 2000    | Socorro              | LINEAR                               |
| 455198 | 2000 UK83              | 2 d'octubre de 2000    | Socorro              | LINEAR                               |
| 455199 | 2000 YK4               | 19 de desembre de 2000 | Socorro              | LINEAR                               |
| 455200 | 2001 BM12              | 20 de gener de 2001    | Kitt Peak            | Spacewatch                           |

## 455201–455300
| Nom    | Designació provisional | Data de descobriment   | Lloc de descobriment | Descobridor/s                             |
| ------ | ---------------------- | ---------------------- | -------------------- | ----------------------------------------- |
| 455203 | 2001 DA54              | 21 de febrer de 2001   | Nogales              | Tenagra II                                |
| 455204 | 2001 FY6               | 20 de març de 2001     | Haleakala            | NEAT                                      |
| 455205 | 2001 FV110             | 18 de març de 2001     | Socorro              | LINEAR                                    |
| 455206 | 2001 FE193             | 27 de març de 2001     | Kitt Peak            | Allen, R. L., Bernstein, G., Malhotra, R. |
| 455207 | 2001 FU201             | 21 de març de 2001     | Kitt Peak            | SKADS                                     |
| 455208 | 2001 FY211             | 21 de març de 2001     | Kitt Peak            | SKADS                                     |
| 455209 | 2001 KT76              | 24 de maig de 2001     | Cerro Tololo         | Buie, M. W.                               |
| 455210 | 2001 MR17              | 27 de juny de 2001     | Kitt Peak            | Spacewatch                                |
| 455211 | 2001 MS18              | 28 de juny de 2001     | Haleakala            | NEAT                                      |
| 455212 | 2001 OG62              | 21 de juliol de 2001   | Haleakala            | NEAT                                      |
| 455213 | 2001 OE84              | 27 de juliol de 2001   | Palomar              | NEAT                                      |
| 455214 | 2001 PJ18              | 9 d'agost de 2001      | Palomar              | NEAT                                      |
| 455215 | 2001 PM35              | 11 d'agost de 2001     | Palomar              | NEAT                                      |
| 455216 | 2001 QB5               | 27 de juliol de 2001   | Anderson Mesa        | LONEOS                                    |
| 455217 | 2001 QD154             | 28 d'agost de 2001     | Ondřejov             | Wolf, M., Šarounová, L.                   |
| 455218 | 2001 QL196             | 22 d'agost de 2001     | Haleakala            | NEAT                                      |
| 455219 | 2001 QZ225             | 24 d'agost de 2001     | Anderson Mesa        | LONEOS                                    |
| 455220 | 2001 QB281             | 19 d'agost de 2001     | Socorro              | LINEAR                                    |
| 455221 | 2001 QJ331             | 27 d'agost de 2001     | Palomar              | Hönig, S. F.                              |
| 455222 | 2001 RY29              | 7 de setembre de 2001  | Socorro              | LINEAR                                    |
| 455223 | 2001 RB30              | 7 de setembre de 2001  | Socorro              | LINEAR                                    |
| 455224 | 2001 RW47              | 14 de setembre de 2001 | Palomar              | NEAT                                      |
| 455225 | 2001 RT62              | 12 de setembre de 2001 | Socorro              | LINEAR                                    |
| 455226 | 2001 RR63              | 11 de setembre de 2001 | Kitt Peak            | Spacewatch                                |
| 455227 | 2001 RR67              | 10 de setembre de 2001 | Socorro              | LINEAR                                    |
| 455228 | 2001 SZ13              | 25 d'agost de 2001     | Kitt Peak            | Spacewatch                                |
| 455229 | 2001 SL14              | 16 de setembre de 2001 | Socorro              | LINEAR                                    |
| 455230 | 2001 SU14              | 27 d'agost de 2001     | Anderson Mesa        | LONEOS                                    |
| 455231 | 2001 SX111             | 20 de setembre de 2001 | Socorro              | LINEAR                                    |
| 455232 | 2001 SX125             | 16 de setembre de 2001 | Socorro              | LINEAR                                    |
| 455233 | 2001 SB137             | 16 de setembre de 2001 | Socorro              | LINEAR                                    |
| 455234 | 2001 SX138             | 16 de setembre de 2001 | Socorro              | LINEAR                                    |
| 455235 | 2001 SA143             | 16 de setembre de 2001 | Socorro              | LINEAR                                    |
| 455236 | 2001 SG149             | 17 de setembre de 2001 | Socorro              | LINEAR                                    |
| 455237 | 2001 SX179             | 7 de setembre de 2001  | Socorro              | LINEAR                                    |
| 455238 | 2001 SZ179             | 19 de setembre de 2001 | Socorro              | LINEAR                                    |
| 455239 | 2001 SR203             | 19 de setembre de 2001 | Socorro              | LINEAR                                    |
| 455240 | 2001 SJ208             | 11 de setembre de 2001 | Anderson Mesa        | LONEOS                                    |
| 455241 | 2001 SY212             | 19 de setembre de 2001 | Socorro              | LINEAR                                    |
| 455242 | 2001 SV223             | 19 de setembre de 2001 | Socorro              | LINEAR                                    |
| 455243 | 2001 SD225             | 11 de setembre de 2001 | Kitt Peak            | Spacewatch                                |
| 455244 | 2001 SS228             | 19 de setembre de 2001 | Socorro              | LINEAR                                    |
| 455245 | 2001 SJ236             | 19 de setembre de 2001 | Socorro              | LINEAR                                    |
| 455246 | 2001 SO283             | 20 de setembre de 2001 | Kitt Peak            | Spacewatch                                |
| 455247 | 2001 SL323             | 16 d'agost de 2001     | Socorro              | LINEAR                                    |
| 455248 | 2001 SV325             | 17 de setembre de 2001 | Palomar              | NEAT                                      |
| 455249 | 2001 SW348             | 22 de setembre de 2001 | Palomar              | NEAT                                      |
| 455250 | 2001 TC20              | 9 d'octubre de 2001    | Socorro              | LINEAR                                    |
| 455251 | 2001 TD26              | 14 d'octubre de 2001   | Socorro              | LINEAR                                    |
| 455252 | 2001 TV95              | 11 de setembre de 2001 | Socorro              | LINEAR                                    |
| 455253 | 2001 TH103             | 14 d'octubre de 2001   | Socorro              | LINEAR                                    |
| 455254 | 2001 TT159             | 11 d'octubre de 2001   | Socorro              | LINEAR                                    |
| 455255 | 2001 TV160             | 15 d'octubre de 2001   | Kitt Peak            | Spacewatch                                |
| 455256 | 2001 TK166             | 15 d'octubre de 2001   | Socorro              | LINEAR                                    |
| 455257 | 2001 TR183             | 14 d'octubre de 2001   | Socorro              | LINEAR                                    |
| 455258 | 2001 TF187             | 14 d'octubre de 2001   | Socorro              | LINEAR                                    |
| 455259 | 2001 UP115             | 13 d'octubre de 2001   | Kitt Peak            | Spacewatch                                |
| 455260 | 2001 UQ156             | 23 d'octubre de 2001   | Socorro              | LINEAR                                    |
| 455261 | 2001 UO178             | 23 d'octubre de 2001   | Palomar              | NEAT                                      |
| 455262 | 2001 UZ181             | 16 d'octubre de 2001   | Socorro              | LINEAR                                    |
| 455263 | 2001 UM221             | 23 d'octubre de 2001   | Socorro              | LINEAR                                    |
| 455264 | 2001 UK231             | 16 d'octubre de 2001   | Palomar              | NEAT                                      |
| 455265 | 2001 VS4               | 10 de novembre de 2001 | Socorro              | LINEAR                                    |
| 455266 | 2001 VZ24              | 9 de novembre de 2001  | Socorro              | LINEAR                                    |
| 455267 | 2001 VM82              | 24 d'octubre de 2001   | Socorro              | LINEAR                                    |
| 455268 | 2001 VO83              | 10 de novembre de 2001 | Socorro              | LINEAR                                    |
| 455269 | 2001 WB66              | 21 d'octubre de 2001   | Socorro              | LINEAR                                    |
| 455270 | 2001 WK96              | 17 de novembre de 2001 | Kitt Peak            | Spacewatch                                |
| 455271 | 2001 XS86              | 11 de desembre de 2001 | Socorro              | LINEAR                                    |
| 455272 | 2001 XZ138             | 20 de novembre de 2001 | Socorro              | LINEAR                                    |
| 455273 | 2001 XO140             | 14 de desembre de 2001 | Socorro              | LINEAR                                    |
| 455274 | 2001 XH143             | 14 de desembre de 2001 | Socorro              | LINEAR                                    |
| 455275 | 2001 XN150             | 14 de desembre de 2001 | Socorro              | LINEAR                                    |
| 455276 | 2001 XW220             | 20 de novembre de 2001 | Socorro              | LINEAR                                    |
| 455277 | 2001 XY232             | 15 de desembre de 2001 | Socorro              | LINEAR                                    |
| 455278 | 2001 YY2               | 17 de desembre de 2001 | Socorro              | LINEAR                                    |
| 455279 | 2001 YE12              | 9 de novembre de 2001  | Socorro              | LINEAR                                    |
| 455280 | 2001 YX27              | 14 de desembre de 2001 | Kitt Peak            | Spacewatch                                |
| 455281 | 2001 YS59              | 18 de desembre de 2001 | Socorro              | LINEAR                                    |
| 455282 | 2001 YW157             | 18 de desembre de 2001 | Apache Point         | Sloan Digital Sky Survey                  |
| 455283 | 2002 AF5               | 18 de desembre de 2001 | Socorro              | LINEAR                                    |
| 455284 | 2002 AG37              | 9 de gener de 2002     | Socorro              | LINEAR                                    |
| 455285 | 2002 AB56              | 9 de gener de 2002     | Socorro              | LINEAR                                    |
| 455286 | 2002 CL44              | 10 de febrer de 2002   | Socorro              | LINEAR                                    |
| 455287 | 2002 CA45              | 19 de gener de 2002    | Kitt Peak            | Spacewatch                                |
| 455288 | 2002 CG115             | 10 de febrer de 2002   | Socorro              | LINEAR                                    |
| 455289 | 2002 CF118             | 14 de febrer de 2002   | Desert Eagle         | Yeung, W. K. Y.                           |
| 455290 | 2002 CG118             | 11 de febrer de 2002   | Socorro              | LINEAR                                    |
| 455291 | 2002 CL140             | 8 de febrer de 2002    | Socorro              | LINEAR                                    |
| 455292 | 2002 CP199             | 10 de febrer de 2002   | Socorro              | LINEAR                                    |
| 455293 | 2002 CU224             | 11 de febrer de 2002   | Socorro              | LINEAR                                    |
| 455294 | 2002 CM262             | 6 de febrer de 2002    | Kitt Peak            | Buie, M. W.                               |
| 455295 | 2002 CM266             | 7 de febrer de 2002    | Kitt Peak            | Spacewatch                                |
| 455296 | 2002 CE311             | 10 de febrer de 2002   | Socorro              | LINEAR                                    |
| 455297 | 2002 DK                | 16 de febrer de 2002   | Bohyunsan            | Jeon, Y.-B., Lee, B.-C.                   |
| 455298 | 2002 EM4               | 20 de febrer de 2002   | Kitt Peak            | Spacewatch                                |
| 455299 | 2002 EL6               | 10 de març de 2002     | Drebach              | Knöfel, A.                                |
| 455300 | 2002 EV10              | 14 de març de 2002     | Socorro              | LINEAR                                    |

## 455301–455400
| Nom    | Designació provisional | Data de descobriment   | Lloc de descobriment | Descobridor/s            |
| ------ | ---------------------- | ---------------------- | -------------------- | ------------------------ |
| 455301 | 2002 EO44              | 9 de març de 2002      | Palomar              | NEAT                     |
| 455302 | 2002 EA48              | 12 de març de 2002     | Palomar              | NEAT                     |
| 455303 | 2002 EW52              | 9 de març de 2002      | Socorro              | LINEAR                   |
| 455304 | 2002 EX66              | 13 de març de 2002     | Socorro              | LINEAR                   |
| 455305 | 2002 EP105             | 9 de març de 2002      | Anderson Mesa        | LONEOS                   |
| 455306 | 2002 EZ118             | 13 de gener de 2002    | Kitt Peak            | Spacewatch               |
| 455307 | 2002 EA131             | 12 de març de 2002     | Palomar              | NEAT                     |
| 455308 | 2002 FF                | 16 de març de 2002     | Haleakala            | NEAT                     |
| 455309 | 2002 FF28              | 20 de març de 2002     | Kitt Peak            | Spacewatch               |
| 455310 | 2002 GL3               | 4 d'abril de 2002      | Palomar              | NEAT                     |
| 455311 | 2002 GO4               | 9 d'abril de 2002      | Socorro              | LINEAR                   |
| 455312 | 2002 GK35              | 2 d'abril de 2002      | Kitt Peak            | Spacewatch               |
| 455313 | 2002 GW107             | 11 d'abril de 2002     | Socorro              | LINEAR                   |
| 455314 | 2002 GD123             | 10 d'abril de 2002     | Socorro              | LINEAR                   |
| 455315 | 2002 GE127             | 12 d'abril de 2002     | Palomar              | NEAT                     |
| 455316 | 2002 GS152             | 12 d'abril de 2002     | Palomar              | NEAT                     |
| 455317 | 2002 HA13              | 22 d'abril de 2002     | Socorro              | LINEAR                   |
| 455318 | 2002 HD14              | 30 d'abril de 2002     | Palomar              | NEAT                     |
| 455319 | 2002 KM8               | 10 d'abril de 2002     | Socorro              | LINEAR                   |
| 455320 | 2002 LQ24              | 16 de maig de 2002     | Socorro              | LINEAR                   |
| 455321 | 2002 NA1               | 5 de juliol de 2002    | Kitt Peak            | Spacewatch               |
| 455322 | 2002 NX18              | 9 de juliol de 2002    | Socorro              | LINEAR                   |
| 455323 | 2002 NS46              | 13 de juliol de 2002   | Haleakala            | NEAT                     |
| 455324 | 2002 NL55              | 9 de juliol de 2002    | Socorro              | LINEAR                   |
| 455325 | 2002 OH25              | 29 de juliol de 2002   | Palomar              | Hönig, S. F.             |
| 455326 | 2002 OU26              | 19 de juliol de 2002   | Palomar              | NEAT                     |
| 455327 | 2002 OP28              | 21 de juliol de 2002   | Palomar              | NEAT                     |
| 455328 | 2002 OV32              | 20 de juliol de 2002   | Palomar              | NEAT                     |
| 455329 | 2002 PO63              | 12 d'agost de 2002     | Teide                | Teide                    |
| 455330 | 2002 PX79              | 3 d'agost de 2002      | Palomar              | NEAT                     |
| 455331 | 2002 PP110             | 13 d'agost de 2002     | Socorro              | LINEAR                   |
| 455332 | 2002 PX167             | 8 d'agost de 2002      | Palomar              | NEAT                     |
| 455333 | 2002 QZ65              | 18 d'agost de 2002     | Palomar              | NEAT                     |
| 455334 | 2002 QE86              | 17 d'agost de 2002     | Palomar              | NEAT                     |
| 455335 | 2002 QR116             | 18 d'agost de 2002     | Palomar              | NEAT                     |
| 455336 | 2002 QW119             | 19 d'agost de 2002     | Palomar              | NEAT                     |
| 455337 | 2002 QW122             | 27 d'agost de 2002     | Palomar              | NEAT                     |
| 455338 | 2002 QB136             | 16 d'agost de 2002     | Palomar              | NEAT                     |
| 455339 | 2002 RF4               | 3 de setembre de 2002  | Palomar              | NEAT                     |
| 455340 | 2002 RO6               | 1 de setembre de 2002  | Haleakala            | NEAT                     |
| 455341 | 2002 RZ16              | 4 de setembre de 2002  | Anderson Mesa        | LONEOS                   |
| 455342 | 2002 RG19              | 4 de setembre de 2002  | Anderson Mesa        | LONEOS                   |
| 455343 | 2002 RQ38              | 5 de setembre de 2002  | Anderson Mesa        | LONEOS                   |
| 455344 | 2002 RK53              | 5 de setembre de 2002  | Socorro              | LINEAR                   |
| 455345 | 2002 RS59              | 5 de setembre de 2002  | Socorro              | LINEAR                   |
| 455346 | 2002 RO78              | 5 de setembre de 2002  | Socorro              | LINEAR                   |
| 455347 | 2002 RJ97              | 12 d'agost de 2002     | Socorro              | LINEAR                   |
| 455348 | 2002 RR103             | 5 de setembre de 2002  | Socorro              | LINEAR                   |
| 455349 | 2002 RH112             | 5 de setembre de 2002  | Campo Imperatore     | CINEOS                   |
| 455350 | 2002 RL115             | 6 de setembre de 2002  | Socorro              | LINEAR                   |
| 455351 | 2002 RP132             | 11 de setembre de 2002 | Palomar              | NEAT                     |
| 455352 | 2002 RV173             | 13 de setembre de 2002 | Palomar              | NEAT                     |
| 455353 | 2002 RO237             | 15 de setembre de 2002 | Palomar              | Matson, R.               |
| 455354 | 2002 RC247             | 15 de setembre de 2002 | Palomar              | NEAT                     |
| 455355 | 2002 RP252             | 3 de setembre de 2002  | Palomar              | NEAT                     |
| 455356 | 2002 RA253             | 14 de setembre de 2002 | Palomar              | NEAT                     |
| 455357 | 2002 RK264             | 13 de setembre de 2002 | Palomar              | NEAT                     |
| 455358 | 2002 SW46              | 29 de setembre de 2002 | Haleakala            | NEAT                     |
| 455359 | 2002 TS70              | 3 d'octubre de 2002    | Palomar              | NEAT                     |
| 455360 | 2002 TV100             | 4 d'octubre de 2002    | Socorro              | LINEAR                   |
| 455361 | 2002 TT104             | 4 d'octubre de 2002    | Socorro              | LINEAR                   |
| 455362 | 2002 TP107             | 4 d'octubre de 2002    | Campo Imperatore     | CINEOS                   |
| 455363 | 2002 TM117             | 3 d'octubre de 2002    | Palomar              | NEAT                     |
| 455364 | 2002 TU158             | 5 d'octubre de 2002    | Palomar              | NEAT                     |
| 455365 | 2002 TT161             | 5 d'octubre de 2002    | Palomar              | NEAT                     |
| 455366 | 2002 TJ170             | 3 d'octubre de 2002    | Palomar              | NEAT                     |
| 455367 | 2002 TF171             | 3 d'octubre de 2002    | Palomar              | NEAT                     |
| 455368 | 2002 TO177             | 11 d'octubre de 2002   | Palomar              | NEAT                     |
| 455369 | 2002 TG202             | 8 d'octubre de 2002    | Needville            | Needville                |
| 455370 | 2002 TF205             | 4 d'octubre de 2002    | Socorro              | LINEAR                   |
| 455371 | 2002 TC225             | 8 d'octubre de 2002    | Anderson Mesa        | LONEOS                   |
| 455372 | 2002 TM281             | 10 d'octubre de 2002   | Socorro              | LINEAR                   |
| 455373 | 2002 TX303             | 4 d'octubre de 2002    | Apache Point         | Sloan Digital Sky Survey |
| 455374 | 2002 TT318             | 5 d'octubre de 2002    | Apache Point         | Sloan Digital Sky Survey |
| 455375 | 2002 TQ342             | 5 d'octubre de 2002    | Apache Point         | Sloan Digital Sky Survey |
| 455376 | 2002 UE17              | 31 d'octubre de 2002   | Socorro              | LINEAR                   |
| 455377 | 2002 UV37              | 31 d'octubre de 2002   | Palomar              | NEAT                     |
| 455378 | 2002 UV41              | 31 d'octubre de 2002   | Socorro              | LINEAR                   |
| 455379 | 2002 UO43              | 30 d'octubre de 2002   | Kitt Peak            | Spacewatch               |
| 455380 | 2002 UL58              | 29 d'octubre de 2002   | Apache Point         | Sloan Digital Sky Survey |
| 455381 | 2002 UT59              | 29 d'octubre de 2002   | Apache Point         | Sloan Digital Sky Survey |
| 455382 | 2002 VB15              | 4 de novembre de 2002  | Palomar              | NEAT                     |
| 455383 | 2002 VW24              | 5 de novembre de 2002  | Socorro              | LINEAR                   |
| 455384 | 2002 VY45              | 5 de novembre de 2002  | Palomar              | NEAT                     |
| 455385 | 2002 VB85              | 9 de novembre de 2002  | Eskridge             | Eskridge                 |
| 455386 | 2002 VY123             | 14 de novembre de 2002 | Socorro              | LINEAR                   |
| 455387 | 2002 VO142             | 5 de novembre de 2002  | Palomar              | NEAT                     |
| 455388 | 2002 VK144             | 4 de novembre de 2002  | Palomar              | NEAT                     |
| 455389 | 2002 VG147             | 6 de novembre de 2002  | Anderson Mesa        | LONEOS                   |
| 455390 | 2002 WK                | 17 de novembre de 2002 | Socorro              | LINEAR                   |
| 455391 | 2002 WE5               | 24 de novembre de 2002 | Palomar              | NEAT                     |
| 455392 | 2002 XO20              | 2 de desembre de 2002  | Socorro              | LINEAR                   |
| 455393 | 2002 XU28              | 5 de desembre de 2002  | Socorro              | LINEAR                   |
| 455394 | 2002 YP15              | 31 de desembre de 2002 | Socorro              | LINEAR                   |
| 455395 | 2003 AC17              | 5 de gener de 2003     | Socorro              | LINEAR                   |
| 455396 | 2003 AB20              | 5 de gener de 2003     | Socorro              | LINEAR                   |
| 455397 | 2003 AR54              | 5 de gener de 2003     | Socorro              | LINEAR                   |
| 455398 | 2003 AW72              | 11 de gener de 2003    | Socorro              | LINEAR                   |
| 455399 | 2003 BS12              | 26 de gener de 2003    | Palomar              | NEAT                     |
| 455400 | 2003 BK21              | 13 de gener de 2003    | Kitt Peak            | Spacewatch               |

## 455401–455500
| Nom    | Designació provisional | Data de descobriment   | Lloc de descobriment | Descobridor/s            |
| ------ | ---------------------- | ---------------------- | -------------------- | ------------------------ |
| 455401 | 2003 BE46              | 31 de desembre de 2002 | Socorro              | LINEAR                   |
| 455402 | 2003 BS52              | 27 de gener de 2003    | Anderson Mesa        | LONEOS                   |
| 455403 | 2003 BY57              | 31 de desembre de 2002 | Socorro              | LINEAR                   |
| 455404 | 2003 BO75              | 29 de gener de 2003    | Palomar              | NEAT                     |
| 455405 | 2003 BE90              | 28 de gener de 2003    | Socorro              | LINEAR                   |
| 455406 | 2003 CL17              | 31 de desembre de 2002 | Socorro              | LINEAR                   |
| 455407 | 2003 ER                | 5 de març de 2003      | Socorro              | LINEAR                   |
| 455408 | 2003 EB1               | 3 de març de 2003      | Haleakala            | NEAT                     |
| 455409 | 2003 EL47              | 9 de març de 2003      | Anderson Mesa        | LONEOS                   |
| 455410 | 2003 FG4               | 26 de març de 2003     | Haleakala            | NEAT                     |
| 455411 | 2003 FM4               | 26 de març de 2003     | Socorro              | LINEAR                   |
| 455412 | 2003 FX11              | 23 de març de 2003     | Kitt Peak            | Spacewatch               |
| 455413 | 2003 FQ40              | 25 de març de 2003     | Palomar              | NEAT                     |
| 455414 | 2003 FL90              | 29 de març de 2003     | Anderson Mesa        | LONEOS                   |
| 455415 | 2003 GA                | 1 d'abril de 2003      | Socorro              | LINEAR                   |
| 455416 | 2003 GN11              | 1 d'abril de 2003      | Kitt Peak            | Spacewatch               |
| 455417 | 2003 GN39              | 28 de juliol de 1995   | Kitt Peak            | Spacewatch               |
| 455418 | 2003 GC53              | 10 d'abril de 2003     | Kitt Peak            | Spacewatch               |
| 455419 | 2003 GS56              | 11 d'abril de 2003     | Kitt Peak            | Spacewatch               |
| 455420 | 2003 HR15              | 23 d'abril de 2003     | Socorro              | LINEAR                   |
| 455421 | 2003 HL23              | 4 d'abril de 2003      | Kitt Peak            | Spacewatch               |
| 455422 | 2003 HG47              | 28 d'abril de 2003     | Socorro              | LINEAR                   |
| 455423 | 2003 JQ6               | 1 de maig de 2003      | Socorro              | LINEAR                   |
| 455424 | 2003 KA10              | 5 de maig de 2003      | Kitt Peak            | Spacewatch               |
| 455425 | 2003 KX35              | 29 de maig de 2003     | Kitt Peak            | Spacewatch               |
| 455426 | 2003 MT9               | 30 de juny de 2003     | Socorro              | LINEAR                   |
| 455427 | 2003 OP26              | 6 de juliol de 2003    | Kitt Peak            | Spacewatch               |
| 455428 | 2003 QW10              | 23 d'agost de 2003     | Palomar              | NEAT                     |
| 455429 | 2003 QG31              | 19 d'agost de 2003     | Saint-Sulpice        | Saint-Sulpice            |
| 455430 | 2003 QW35              | 22 d'agost de 2003     | Palomar              | NEAT                     |
| 455431 | 2003 QW98              | 30 d'agost de 2003     | Kitt Peak            | Spacewatch               |
| 455432 | 2003 RP8               | 7 de setembre de 2003  | Socorro              | LINEAR                   |
| 455433 | 2003 RX10              | 4 de setembre de 2003  | Socorro              | LINEAR                   |
| 455434 | 2003 RG21              | 15 de setembre de 2003 | Anderson Mesa        | LONEOS                   |
| 455435 | 2003 SU14              | 17 de setembre de 2003 | Kitt Peak            | Spacewatch               |
| 455436 | 2003 SC19              | 16 de setembre de 2003 | Kitt Peak            | Spacewatch               |
| 455437 | 2003 SJ22              | 16 de setembre de 2003 | Kitt Peak            | Spacewatch               |
| 455438 | 2003 SZ43              | 16 de setembre de 2003 | Anderson Mesa        | LONEOS                   |
| 455439 | 2003 SA65              | 18 de setembre de 2003 | Campo Imperatore     | CINEOS                   |
| 455440 | 2003 SX107             | 20 de setembre de 2003 | Palomar              | NEAT                     |
| 455441 | 2003 SX119             | 17 de setembre de 2003 | Kitt Peak            | Spacewatch               |
| 455442 | 2003 SY136             | 20 de setembre de 2003 | Kitt Peak            | Spacewatch               |
| 455443 | 2003 SZ160             | 17 de setembre de 2003 | Kitt Peak            | Spacewatch               |
| 455444 | 2003 SX170             | 23 de setembre de 2003 | Uccle                | Pauwels, T.              |
| 455445 | 2003 SG181             | 20 de setembre de 2003 | Socorro              | LINEAR                   |
| 455446 | 2003 SA193             | 20 de setembre de 2003 | Palomar              | NEAT                     |
| 455447 | 2003 SR195             | 20 de setembre de 2003 | Kitt Peak            | Spacewatch               |
| 455448 | 2003 SG231             | 24 de setembre de 2003 | Palomar              | NEAT                     |
| 455449 | 2003 SD240             | 27 de setembre de 2003 | Socorro              | LINEAR                   |
| 455450 | 2003 SH245             | 26 de setembre de 2003 | Socorro              | LINEAR                   |
| 455451 | 2003 SX261             | 27 de setembre de 2003 | Socorro              | LINEAR                   |
| 455452 | 2003 SE307             | 26 de setembre de 2003 | Socorro              | LINEAR                   |
| 455453 | 2003 SZ322             | 16 de setembre de 2003 | Kitt Peak            | Spacewatch               |
| 455454 | 2003 ST334             | 26 de setembre de 2003 | Apache Point         | Sloan Digital Sky Survey |
| 455455 | 2003 SY355             | 16 de setembre de 2003 | Kitt Peak            | Spacewatch               |
| 455456 | 2003 SV365             | 26 de setembre de 2003 | Apache Point         | Sloan Digital Sky Survey |
| 455457 | 2003 SE380             | 26 de setembre de 2003 | Apache Point         | Sloan Digital Sky Survey |
| 455458 | 2003 SB400             | 26 de setembre de 2003 | Apache Point         | Sloan Digital Sky Survey |
| 455459 | 2003 SP404             | 27 de setembre de 2003 | Apache Point         | Sloan Digital Sky Survey |
| 455460 | 2003 SL423             | 27 de setembre de 2003 | Kitt Peak            | Spacewatch               |
| 455461 | 2003 SB429             | 19 de setembre de 2003 | Anderson Mesa        | LONEOS                   |
| 455462 | 2003 SZ429             | 28 de setembre de 2003 | Kitt Peak            | Spacewatch               |
| 455463 | 2003 TW46              | 16 de setembre de 2003 | Kitt Peak            | Spacewatch               |
| 455464 | 2003 TN54              | 5 d'octubre de 2003    | Kitt Peak            | Spacewatch               |
| 455465 | 2003 UW6               | 18 d'octubre de 2003   | Palomar              | NEAT                     |
| 455466 | 2003 UD17              | 21 de setembre de 2003 | Anderson Mesa        | LONEOS                   |
| 455467 | 2003 UW21              | 5 d'octubre de 2003    | Socorro              | LINEAR                   |
| 455468 | 2003 US51              | 18 d'octubre de 2003   | Palomar              | NEAT                     |
| 455469 | 2003 UV59              | 5 d'octubre de 2003    | Socorro              | LINEAR                   |
| 455470 | 2003 UB97              | 19 d'octubre de 2003   | Kitt Peak            | Spacewatch               |
| 455471 | 2003 UZ118             | 18 d'octubre de 2003   | Kitt Peak            | Spacewatch               |
| 455472 | 2003 UP124             | 20 d'octubre de 2003   | Kitt Peak            | Spacewatch               |
| 455473 | 2003 UK126             | 20 d'octubre de 2003   | Palomar              | NEAT                     |
| 455474 | 2003 UG143             | 18 d'octubre de 2003   | Anderson Mesa        | LONEOS                   |
| 455475 | 2003 UQ159             | 20 d'octubre de 2003   | Kitt Peak            | Spacewatch               |
| 455476 | 2003 UK178             | 21 d'octubre de 2003   | Palomar              | NEAT                     |
| 455477 | 2003 US191             | 23 d'octubre de 2003   | Anderson Mesa        | LONEOS                   |
| 455478 | 2003 UW194             | 20 d'octubre de 2003   | Palomar              | NEAT                     |
| 455479 | 2003 UL210             | 23 d'octubre de 2003   | Kitt Peak            | Spacewatch               |
| 455480 | 2003 UL211             | 23 d'octubre de 2003   | Kitt Peak            | Spacewatch               |
| 455481 | 2003 UD229             | 23 d'octubre de 2003   | Anderson Mesa        | LONEOS                   |
| 455482 | 2003 UB232             | 22 de setembre de 2003 | Kitt Peak            | Spacewatch               |
| 455483 | 2003 UO266             | 28 d'octubre de 2003   | Socorro              | LINEAR                   |
| 455484 | 2003 UA285             | 27 de setembre de 2003 | Kitt Peak            | Spacewatch               |
| 455485 | 2003 UZ295             | 28 de setembre de 2003 | Kitt Peak            | Spacewatch               |
| 455486 | 2003 UH300             | 16 d'octubre de 2003   | Kitt Peak            | Spacewatch               |
| 455487 | 2003 UQ303             | 17 d'octubre de 2003   | Kitt Peak            | Spacewatch               |
| 455488 | 2003 UQ324             | 17 d'octubre de 2003   | Kitt Peak            | Spacewatch               |
| 455489 | 2003 UE334             | 18 d'octubre de 2003   | Apache Point         | Sloan Digital Sky Survey |
| 455490 | 2003 US338             | 18 d'octubre de 2003   | Kitt Peak            | Spacewatch               |
| 455491 | 2003 UW338             | 18 d'octubre de 2003   | Kitt Peak            | Spacewatch               |
| 455492 | 2003 UC339             | 21 de setembre de 2003 | Kitt Peak            | Spacewatch               |
| 455493 | 2003 UK351             | 19 d'octubre de 2003   | Apache Point         | Sloan Digital Sky Survey |
| 455494 | 2003 UJ358             | 28 de setembre de 2003 | Kitt Peak            | Spacewatch               |
| 455495 | 2003 UT358             | 28 de setembre de 2003 | Kitt Peak            | Spacewatch               |
| 455496 | 2003 UD366             | 20 d'octubre de 2003   | Kitt Peak            | Spacewatch               |
| 455497 | 2003 UJ373             | 22 d'octubre de 2003   | Apache Point         | Sloan Digital Sky Survey |
| 455498 | 2003 UD377             | 22 d'octubre de 2003   | Apache Point         | Sloan Digital Sky Survey |
| 455499 | 2003 UC382             | 22 d'octubre de 2003   | Apache Point         | Sloan Digital Sky Survey |
| 455500 | 2003 UD388             | 22 d'octubre de 2003   | Apache Point         | Sloan Digital Sky Survey |

## 455501–455600
| Nom    | Designació provisional | Data de descobriment   | Lloc de descobriment | Descobridor/s            |
| ------ | ---------------------- | ---------------------- | -------------------- | ------------------------ |
| 455501 | 2003 UJ405             | 23 d'octubre de 2003   | Apache Point         | Sloan Digital Sky Survey |
| 455502 | 2003 UZ413             | 21 d'octubre de 2003   | Palomar              | Palomar                  |
| 455503 | 2003 VN4               | 15 de novembre de 2003 | Needville            | Needville                |
| 455504 | 2003 VR8               | 15 de novembre de 2003 | Kitt Peak            | Spacewatch               |
| 455505 | 2003 WK11              | 18 de novembre de 2003 | Palomar              | NEAT                     |
| 455506 | 2003 WG23              | 18 de novembre de 2003 | Kitt Peak            | Spacewatch               |
| 455507 | 2003 WJ28              | 20 d'octubre de 2003   | Kitt Peak            | Spacewatch               |
| 455508 | 2003 WK29              | 18 de novembre de 2003 | Kitt Peak            | Spacewatch               |
| 455509 | 2003 WP36              | 19 de novembre de 2003 | Socorro              | LINEAR                   |
| 455510 | 2003 WC40              | 25 d'octubre de 2003   | Socorro              | LINEAR                   |
| 455511 | 2003 WW44              | 3 d'octubre de 2003    | Kitt Peak            | Spacewatch               |
| 455512 | 2003 WY83              | 21 de novembre de 2003 | Kitt Peak            | Spacewatch               |
| 455513 | 2003 WP97              | 19 de novembre de 2003 | Anderson Mesa        | LONEOS                   |
| 455514 | 2003 WF98              | 24 de novembre de 2003 | Socorro              | LINEAR                   |
| 455515 | 2003 WL145             | 21 de novembre de 2003 | Socorro              | LINEAR                   |
| 455516 | 2003 WV146             | 23 de novembre de 2003 | Catalina             | CSS                      |
| 455517 | 2003 WF173             | 18 de novembre de 2003 | Palomar              | NEAT                     |
| 455518 | 2003 WH178             | 20 de novembre de 2003 | Kitt Peak            | Buie, M. W.              |
| 455519 | 2003 WO182             | 20 d'octubre de 2003   | Kitt Peak            | Spacewatch               |
| 455520 | 2003 XK17              | 23 de novembre de 2003 | Kitt Peak            | Spacewatch               |
| 455521 | 2003 XU26              | 1 de desembre de 2003  | Socorro              | LINEAR                   |
| 455522 | 2003 XA28              | 21 de novembre de 2003 | Kitt Peak            | Spacewatch               |
| 455523 | 2003 YY81              | 18 de desembre de 2003 | Socorro              | LINEAR                   |
| 455524 | 2003 YR109             | 22 de desembre de 2003 | Kitt Peak            | Spacewatch               |
| 455525 | 2003 YN112             | 23 de desembre de 2003 | Socorro              | LINEAR                   |
| 455526 | 2003 YT135             | 28 de desembre de 2003 | Kitt Peak            | Spacewatch               |
| 455527 | 2003 YP171             | 18 de desembre de 2003 | Kitt Peak            | Spacewatch               |
| 455528 | 2003 YE172             | 18 de desembre de 2003 | Kitt Peak            | Spacewatch               |
| 455529 | 2004 BV6               | 16 de gener de 2004    | Anderson Mesa        | LONEOS                   |
| 455530 | 2004 BY26              | 19 de gener de 2004    | Socorro              | LINEAR                   |
| 455531 | 2004 BA67              | 24 de gener de 2004    | Socorro              | LINEAR                   |
| 455532 | 2004 BF79              | 22 de gener de 2004    | Socorro              | LINEAR                   |
| 455533 | 2004 BW142             | 19 de gener de 2004    | Kitt Peak            | Spacewatch               |
| 455534 | 2004 BW146             | 22 de gener de 2004    | Socorro              | LINEAR                   |
| 455535 | 2004 CY3               | 10 de febrer de 2004   | Palomar              | NEAT                     |
| 455536 | 2004 CC19              | 11 de febrer de 2004   | Kitt Peak            | Spacewatch               |
| 455537 | 2004 CF23              | 12 de febrer de 2004   | Kitt Peak            | Spacewatch               |
| 455538 | 2004 CQ65              | 15 de febrer de 2004   | Socorro              | LINEAR                   |
| 455539 | 2004 CP104             | 13 de febrer de 2004   | Kitt Peak            | Spacewatch               |
| 455540 | 2004 DC54              | 22 de febrer de 2004   | Kitt Peak            | Spacewatch               |
| 455541 | 2004 EE16              | 12 de març de 2004     | Palomar              | NEAT                     |
| 455542 | 2004 FQ43              | 19 de març de 2004     | Socorro              | LINEAR                   |
| 455543 | 2004 FT146             | 16 de març de 2004     | Kitt Peak            | Spacewatch               |
| 455544 | 2004 GD18              | 12 d'abril de 2004     | Catalina             | CSS                      |
| 455545 | 2004 GU45              | 12 d'abril de 2004     | Kitt Peak            | Spacewatch               |
| 455546 | 2004 GW61              | 13 d'abril de 2004     | Kitt Peak            | Spacewatch               |
| 455547 | 2004 HR43              | 21 d'abril de 2004     | Socorro              | LINEAR                   |
| 455548 | 2004 HW58              | 24 d'abril de 2004     | Kitt Peak            | Spacewatch               |
| 455549 | 2004 HQ60              | 24 d'abril de 2004     | Kitt Peak            | Spacewatch               |
| 455550 | 2004 JO2               | 12 de maig de 2004     | Anderson Mesa        | LONEOS                   |
| 455551 | 2004 JZ9               | 28 d'abril de 2004     | Kitt Peak            | Spacewatch               |
| 455552 | 2004 KR14              | 23 de maig de 2004     | Kitt Peak            | Spacewatch               |
| 455553 | 2004 LD1               | 9 de juny de 2004      | Kitt Peak            | Spacewatch               |
| 455554 | 2004 MQ1               | 17 de juny de 2004     | Siding Spring        | Siding Spring Survey     |
| 455555 | 2004 NX19              | 14 de juliol de 2004   | Socorro              | LINEAR                   |
| 455556 | 2004 NW21              | 11 de juliol de 2004   | Socorro              | LINEAR                   |
| 455557 | 2004 NW22              | 11 de juliol de 2004   | Socorro              | LINEAR                   |
| 455558 | 2004 NV24              | 15 de juliol de 2004   | Socorro              | LINEAR                   |
| 455559 | 2004 OU11              | 27 de juliol de 2004   | Socorro              | LINEAR                   |
| 455560 | 2004 PG                | 5 d'agost de 2004      | Palomar              | NEAT                     |
| 455561 | 2004 PS49              | 25 de juliol de 2004   | Anderson Mesa        | LONEOS                   |
| 455562 | 2004 PM70              | 8 d'agost de 2004      | Campo Imperatore     | CINEOS                   |
| 455563 | 2004 PA96              | 10 d'agost de 2004     | Socorro              | LINEAR                   |
| 455564 | 2004 QK22              | 25 d'agost de 2004     | Socorro              | LINEAR                   |
| 455565 | 2004 QF25              | 20 d'agost de 2004     | Catalina             | CSS                      |
| 455566 | 2004 RM1               | 4 de setembre de 2004  | Palomar              | NEAT                     |
| 455567 | 2004 RA30              | 7 de setembre de 2004  | Socorro              | LINEAR                   |
| 455568 | 2004 RN31              | 7 de setembre de 2004  | Socorro              | LINEAR                   |
| 455569 | 2004 RL36              | 11 d'agost de 2004     | Socorro              | LINEAR                   |
| 455570 | 2004 RE39              | 7 de setembre de 2004  | Socorro              | LINEAR                   |
| 455571 | 2004 RF46              | 8 de setembre de 2004  | Socorro              | LINEAR                   |
| 455572 | 2004 RC54              | 8 de setembre de 2004  | Socorro              | LINEAR                   |
| 455573 | 2004 RA62              | 8 de setembre de 2004  | Socorro              | LINEAR                   |
| 455574 | 2004 RX74              | 8 de setembre de 2004  | Socorro              | LINEAR                   |
| 455575 | 2004 RG114             | 7 de setembre de 2004  | Socorro              | LINEAR                   |
| 455576 | 2004 RY153             | 10 de setembre de 2004 | Socorro              | LINEAR                   |
| 455577 | 2004 RF179             | 10 de setembre de 2004 | Socorro              | LINEAR                   |
| 455578 | 2004 RA216             | 11 de setembre de 2004 | Socorro              | LINEAR                   |
| 455579 | 2004 RF216             | 11 de setembre de 2004 | Socorro              | LINEAR                   |
| 455580 | 2004 RJ242             | 10 de setembre de 2004 | Kitt Peak            | Spacewatch               |
| 455581 | 2004 RJ252             | 15 de setembre de 2004 | Socorro              | LINEAR                   |
| 455582 | 2004 RF298             | 11 de setembre de 2004 | Kitt Peak            | Spacewatch               |
| 455583 | 2004 RH299             | 11 de setembre de 2004 | Kitt Peak            | Spacewatch               |
| 455584 | 2004 RJ310             | 13 de setembre de 2004 | Palomar              | NEAT                     |
| 455585 | 2004 RE314             | 8 de setembre de 2004  | Socorro              | LINEAR                   |
| 455586 | 2004 RG315             | 7 de setembre de 2004  | Kitt Peak            | Spacewatch               |
| 455587 | 2004 RT321             | 10 de setembre de 2004 | Socorro              | LINEAR                   |
| 455588 | 2004 RU331             | 15 de setembre de 2004 | Socorro              | LINEAR                   |
| 455589 | 2004 RJ335             | 15 de setembre de 2004 | Kitt Peak            | Spacewatch               |
| 455590 | 2004 RG342             | 10 de setembre de 2004 | Socorro              | LINEAR                   |
| 455591 | 2004 SV26              | 23 de setembre de 2004 | Socorro              | LINEAR                   |
| 455592 | 2004 SU36              | 17 de setembre de 2004 | Kitt Peak            | Spacewatch               |
| 455593 | 2004 SD52              | 10 de setembre de 2004 | Socorro              | LINEAR                   |
| 455594 | 2004 SV55              | 24 de setembre de 2004 | Socorro              | LINEAR                   |
| 455595 | 2004 TJ26              | 4 d'octubre de 2004    | Kitt Peak            | Spacewatch               |
| 455596 | 2004 TL27              | 4 d'octubre de 2004    | Kitt Peak            | Spacewatch               |
| 455597 | 2004 TB33              | 22 de setembre de 2004 | Kitt Peak            | Spacewatch               |
| 455598 | 2004 TG42              | 4 d'octubre de 2004    | Kitt Peak            | Spacewatch               |
| 455599 | 2004 TE47              | 4 d'octubre de 2004    | Kitt Peak            | Spacewatch               |
| 455600 | 2004 TM49              | 4 d'octubre de 2004    | Kitt Peak            | Spacewatch               |

## 455601–455700
| Nom    | Designació provisional | Data de descobriment   | Lloc de descobriment | Descobridor/s               |
| ------ | ---------------------- | ---------------------- | -------------------- | --------------------------- |
| 455601 | 2004 TN52              | 4 d'octubre de 2004    | Kitt Peak            | Spacewatch                  |
| 455602 | 2004 TW84              | 5 d'octubre de 2004    | Kitt Peak            | Spacewatch                  |
| 455603 | 2004 TB88              | 5 d'octubre de 2004    | Kitt Peak            | Spacewatch                  |
| 455604 | 2004 TF97              | 5 d'octubre de 2004    | Kitt Peak            | Spacewatch                  |
| 455605 | 2004 TZ101             | 6 d'octubre de 2004    | Kitt Peak            | Spacewatch                  |
| 455606 | 2004 TP126             | 8 de setembre de 2004  | Socorro              | LINEAR                      |
| 455607 | 2004 TA148             | 10 de setembre de 2004 | Kitt Peak            | Spacewatch                  |
| 455608 | 2004 TY148             | 6 d'octubre de 2004    | Kitt Peak            | Spacewatch                  |
| 455609 | 2004 TB151             | 6 d'octubre de 2004    | Kitt Peak            | Spacewatch                  |
| 455610 | 2004 TV155             | 10 de setembre de 2004 | Kitt Peak            | Spacewatch                  |
| 455611 | 2004 TM174             | 9 d'octubre de 2004    | Socorro              | LINEAR                      |
| 455612 | 2004 TB199             | 7 d'octubre de 2004    | Kitt Peak            | Spacewatch                  |
| 455613 | 2004 TS207             | 7 d'octubre de 2004    | Kitt Peak            | Spacewatch                  |
| 455614 | 2004 TQ273             | 9 d'octubre de 2004    | Socorro              | LINEAR                      |
| 455615 | 2004 TP277             | 9 d'octubre de 2004    | Kitt Peak            | Spacewatch                  |
| 455616 | 2004 TS277             | 9 d'octubre de 2004    | Kitt Peak            | Spacewatch                  |
| 455617 | 2004 TO279             | 10 d'octubre de 2004   | Socorro              | LINEAR                      |
| 455618 | 2004 TB326             | 7 d'octubre de 2004    | Kitt Peak            | Spacewatch                  |
| 455619 | 2004 TB333             | 9 d'octubre de 2004    | Kitt Peak            | Spacewatch                  |
| 455620 | 2004 TS368             | 8 d'octubre de 2004    | Kitt Peak            | Spacewatch                  |
| 455621 | 2004 VT1               | 21 d'octubre de 2004   | Socorro              | LINEAR                      |
| 455622 | 2004 VS5               | 13 d'octubre de 2004   | Kitt Peak            | Spacewatch                  |
| 455623 | 2004 VB7               | 3 de novembre de 2004  | Kitt Peak            | Spacewatch                  |
| 455624 | 2004 VE32              | 3 de novembre de 2004  | Kitt Peak            | Spacewatch                  |
| 455625 | 2004 VH37              | 10 d'octubre de 2004   | Kitt Peak            | Spacewatch                  |
| 455626 | 2004 VK40              | 4 de novembre de 2004  | Kitt Peak            | Spacewatch                  |
| 455627 | 2004 VO44              | 4 de novembre de 2004  | Kitt Peak            | Spacewatch                  |
| 455628 | 2004 VA45              | 4 de novembre de 2004  | Kitt Peak            | Spacewatch                  |
| 455629 | 2004 VA54              | 3 de novembre de 2004  | Catalina             | CSS                         |
| 455630 | 2004 VO63              | 4 de novembre de 2004  | Catalina             | CSS                         |
| 455631 | 2004 VG88              | 11 d'octubre de 2004   | Kitt Peak            | Spacewatch                  |
| 455632 | 2004 WN4               | 9 de novembre de 2004  | Catalina             | CSS                         |
| 455633 | 2004 WR12              | 17 de novembre de 2004 | Siding Spring        | Siding Spring Survey        |
| 455634 | 2004 XF2               | 1 de desembre de 2004  | Palomar              | NEAT                        |
| 455635 | 2004 XL6               | 13 de desembre de 1996 | Kitt Peak            | Spacewatch                  |
| 455636 | 2004 XD11              | 3 de desembre de 2004  | Kitt Peak            | Spacewatch                  |
| 455637 | 2004 XC15              | 8 de desembre de 2004  | Socorro              | LINEAR                      |
| 455638 | 2004 XO26              | 10 de desembre de 2004 | Kitt Peak            | Spacewatch                  |
| 455639 | 2004 XG28              | 11 de novembre de 2004 | Catalina             | CSS                         |
| 455640 | 2004 XO70              | 11 de desembre de 2004 | Anderson Mesa        | LONEOS                      |
| 455641 | 2004 XN78              | 10 de desembre de 2004 | Socorro              | LINEAR                      |
| 455642 | 2004 XJ91              | 11 de desembre de 2004 | Kitt Peak            | Spacewatch                  |
| 455643 | 2004 XV97              | 11 de desembre de 2004 | Kitt Peak            | Spacewatch                  |
| 455644 | 2004 XH126             | 12 de desembre de 2004 | Kitt Peak            | Spacewatch                  |
| 455645 | 2004 XV146             | 10 de novembre de 2004 | Kitt Peak            | Spacewatch                  |
| 455646 | 2004 XL155             | 12 de desembre de 2004 | Kitt Peak            | Spacewatch                  |
| 455647 | 2004 XB165             | 2 de desembre de 2004  | Kitt Peak            | Spacewatch                  |
| 455648 | 2004 YX15              | 18 de desembre de 2004 | Mount Lemmon         | Mt. Lemmon Survey           |
| 455649 | 2005 AP                | 5 de gener de 2005     | Pla D'Arguines       | Pla D'Arguines              |
| 455650 | 2005 AC3               | 6 de gener de 2005     | Catalina             | CSS                         |
| 455651 | 2005 AA10              | 6 de gener de 2005     | Catalina             | CSS                         |
| 455652 | 2005 AV19              | 20 de desembre de 2004 | Mount Lemmon         | Mt. Lemmon Survey           |
| 455653 | 2005 AE48              | 20 de desembre de 2004 | Mount Lemmon         | Mt. Lemmon Survey           |
| 455654 | 2005 AS53              | 13 de gener de 2005    | Kitt Peak            | Spacewatch                  |
| 455655 | 2005 AO60              | 15 de gener de 2005    | Kitt Peak            | Spacewatch                  |
| 455656 | 2005 AB67              | 20 de desembre de 2004 | Mount Lemmon         | Mt. Lemmon Survey           |
| 455657 | 2005 AJ81              | 6 de gener de 2005     | Catalina             | CSS                         |
| 455658 | 2005 AS82              | 8 de gener de 2005     | Campo Imperatore     | CINEOS                      |
| 455659 | 2005 BO1               | 17 de gener de 2005    | Kitt Peak            | Spacewatch                  |
| 455660 | 2005 BW10              | 16 de gener de 2005    | Socorro              | LINEAR                      |
| 455661 | 2005 BS22              | 18 de desembre de 2004 | Mount Lemmon         | Mt. Lemmon Survey           |
| 455662 | 2005 BL23              | 16 de gener de 2005    | Kitt Peak            | Spacewatch                  |
| 455663 | 2005 BY38              | 18 de desembre de 2004 | Mount Lemmon         | Mt. Lemmon Survey           |
| 455664 | 2005 CU5               | 1 de febrer de 2005    | Palomar              | NEAT                        |
| 455665 | 2005 CK9               | 1 de febrer de 2005    | Catalina             | CSS                         |
| 455666 | 2005 CN17              | 2 de febrer de 2005    | Socorro              | LINEAR                      |
| 455667 | 2005 CG32              | 1 de febrer de 2005    | Kitt Peak            | Spacewatch                  |
| 455668 | 2005 CQ59              | 2 de febrer de 2005    | Socorro              | LINEAR                      |
| 455669 | 2005 CB61              | 3 de febrer de 2005    | Calvin-Rehoboth      | Calvin College              |
| 455670 | 2005 CD67              | 9 de febrer de 2005    | Socorro              | LINEAR                      |
| 455671 | 2005 CR72              | 1 de febrer de 2005    | Kitt Peak            | Spacewatch                  |
| 455672 | 2005 DE                | 18 de febrer de 2005   | La Silla             | Boattini, A., Scholl, H.    |
| 455673 | 2005 DG1               | 17 de febrer de 2005   | La Silla             | Boattini, A., Scholl, H.    |
| 455674 | 2005 ER2               | 3 de març de 2005      | Socorro              | LINEAR                      |
| 455675 | 2005 EV2               | 1 de març de 2005      | Kitt Peak            | Spacewatch                  |
| 455676 | 2005 EY8               | 2 de març de 2005      | Kitt Peak            | Spacewatch                  |
| 455677 | 2005 ES11              | 3 de febrer de 2005    | Socorro              | LINEAR                      |
| 455678 | 2005 EY16              | 3 de març de 2005      | Kitt Peak            | Spacewatch                  |
| 455679 | 2005 EC26              | 3 de març de 2005      | Catalina             | CSS                         |
| 455680 | 2005 EJ26              | 3 de març de 2005      | Catalina             | CSS                         |
| 455681 | 2005 EF38              | 1 de març de 2005      | Kitt Peak            | Spacewatch                  |
| 455682 | 2005 EP46              | 3 de març de 2005      | Catalina             | CSS                         |
| 455683 | 2005 EJ64              | 4 de març de 2005      | Kitt Peak            | Spacewatch                  |
| 455684 | 2005 EY67              | 4 de març de 2005      | Kvistaberg           | Uppsala-DLR Asteroid Survey |
| 455685 | 2005 ED80              | 3 de març de 2005      | Catalina             | CSS                         |
| 455686 | 2005 EZ88              | 8 de març de 2005      | Kitt Peak            | Spacewatch                  |
| 455687 | 2005 EK94              | 9 de març de 2005      | Catalina             | CSS                         |
| 455688 | 2005 EP100             | 3 de març de 2005      | Catalina             | CSS                         |
| 455689 | 2005 EL102             | 3 de març de 2005      | Kitt Peak            | Spacewatch                  |
| 455690 | 2005 EH113             | 4 de març de 2005      | Mount Lemmon         | Mt. Lemmon Survey           |
| 455691 | 2005 EP123             | 8 de març de 2005      | Kitt Peak            | Spacewatch                  |
| 455692 | 2005 EA125             | 8 de març de 2005      | Mount Lemmon         | Mt. Lemmon Survey           |
| 455693 | 2005 EN150             | 10 de març de 2005     | Kitt Peak            | Spacewatch                  |
| 455694 | 2005 EN169             | 16 de gener de 2005    | Catalina             | CSS                         |
| 455695 | 2005 EP173             | 8 de març de 2005      | Kitt Peak            | Spacewatch                  |
| 455696 | 2005 EB181             | 9 de març de 2005      | Mount Lemmon         | Mt. Lemmon Survey           |
| 455697 | 2005 EB188             | 10 de març de 2005     | Mount Lemmon         | Mt. Lemmon Survey           |
| 455698 | 2005 EY191             | 11 de març de 2005     | Mount Lemmon         | Mt. Lemmon Survey           |
| 455699 | 2005 ED192             | 11 de març de 2005     | Mount Lemmon         | Mt. Lemmon Survey           |
| 455700 | 2005 ES197             | 3 de març de 2005      | Catalina             | CSS                         |

## 455701–455800
| Nom    | Designació provisional | Data de descobriment   | Lloc de descobriment | Descobridor/s        |
| ------ | ---------------------- | ---------------------- | -------------------- | -------------------- |
| 455701 | 2005 EZ208             | 4 de març de 2005      | Kitt Peak            | Spacewatch           |
| 455702 | 2005 EL211             | 4 de març de 2005      | Socorro              | LINEAR               |
| 455703 | 2005 EL213             | 4 de març de 2005      | Mount Lemmon         | Mt. Lemmon Survey    |
| 455704 | 2005 EO241             | 11 de març de 2005     | Catalina             | CSS                  |
| 455705 | 2005 ER243             | 11 de març de 2005     | Anderson Mesa        | LONEOS               |
| 455706 | 2005 EC246             | 12 de març de 2005     | Kitt Peak            | Spacewatch           |
| 455707 | 2005 EC267             | 13 de març de 2005     | Kitt Peak            | Spacewatch           |
| 455708 | 2005 EK268             | 14 de març de 2005     | Mount Lemmon         | Mt. Lemmon Survey    |
| 455709 | 2005 EP280             | 10 de març de 2005     | Catalina             | CSS                  |
| 455710 | 2005 ET306             | 9 de febrer de 2005    | Mount Lemmon         | Mt. Lemmon Survey    |
| 455711 | 2005 EV316             | 11 de març de 2005     | Kitt Peak            | Spacewatch           |
| 455712 | 2005 EH317             | 12 de març de 2005     | Kitt Peak            | Buie, M. W.          |
| 455713 | 2005 FU3               | 16 de març de 2005     | Catalina             | CSS                  |
| 455714 | 2005 GL18              | 2 d'abril de 2005      | Kitt Peak            | Spacewatch           |
| 455715 | 2005 GX21              | 4 d'abril de 2005      | Catalina             | CSS                  |
| 455716 | 2005 GC25              | 2 d'abril de 2005      | Mount Lemmon         | Mt. Lemmon Survey    |
| 455717 | 2005 GA29              | 4 d'abril de 2005      | Kitt Peak            | Spacewatch           |
| 455718 | 2005 GF42              | 5 d'abril de 2005      | Mount Lemmon         | Mt. Lemmon Survey    |
| 455719 | 2005 GV62              | 10 de març de 2005     | Mount Lemmon         | Mt. Lemmon Survey    |
| 455720 | 2005 GE65              | 10 de març de 2005     | Catalina             | CSS                  |
| 455721 | 2005 GO68              | 2 d'abril de 2005      | Catalina             | CSS                  |
| 455722 | 2005 GM90              | 17 de març de 2005     | Mount Lemmon         | Mt. Lemmon Survey    |
| 455723 | 2005 GU90              | 6 d'abril de 2005      | Kitt Peak            | Spacewatch           |
| 455724 | 2005 GA117             | 11 d'abril de 2005     | Kitt Peak            | Spacewatch           |
| 455725 | 2005 GA126             | 4 de març de 2005      | Kitt Peak            | Spacewatch           |
| 455726 | 2005 GR130             | 8 d'abril de 2005      | Socorro              | LINEAR               |
| 455727 | 2005 GK131             | 10 d'abril de 2005     | Kitt Peak            | Spacewatch           |
| 455728 | 2005 GU132             | 10 d'abril de 2005     | Kitt Peak            | Spacewatch           |
| 455729 | 2005 GZ134             | 10 d'abril de 2005     | Mount Lemmon         | Mt. Lemmon Survey    |
| 455730 | 2005 GF141             | 12 d'abril de 2005     | Socorro              | LINEAR               |
| 455731 | 2005 GF149             | 11 d'abril de 2005     | Kitt Peak            | Spacewatch           |
| 455732 | 2005 GN160             | 12 d'abril de 2005     | Mount Lemmon         | Mt. Lemmon Survey    |
| 455733 | 2005 GE180             | 7 d'abril de 2005      | Catalina             | CSS                  |
| 455734 | 2005 GJ180             | 12 d'abril de 2005     | Anderson Mesa        | LONEOS               |
| 455735 | 2005 GR222             | 10 d'abril de 2005     | Kitt Peak            | Spacewatch           |
| 455736 | 2005 HC3               | 18 d'abril de 2005     | Socorro              | LINEAR               |
| 455737 | 2005 HR7               | 30 d'abril de 2005     | Kitt Peak            | Spacewatch           |
| 455738 | 2005 JD                | 1 de maig de 2005      | Campo Imperatore     | CINEOS               |
| 455739 | 2005 JG2               | 2 de maig de 2005      | La Cañada            | Lacruz, J.           |
| 455740 | 2005 JA14              | 15 d'abril de 2005     | Catalina             | CSS                  |
| 455741 | 2005 JL31              | 4 de maig de 2005      | Anderson Mesa        | LONEOS               |
| 455742 | 2005 JJ34              | 4 de maig de 2005      | Kitt Peak            | Spacewatch           |
| 455743 | 2005 JV45              | 3 de maig de 2005      | Kitt Peak            | Deep Lens Survey     |
| 455744 | 2005 JW48              | 3 de maig de 2005      | Kitt Peak            | Spacewatch           |
| 455745 | 2005 JU55              | 4 de maig de 2005      | Kitt Peak            | Spacewatch           |
| 455746 | 2005 JM85              | 8 de maig de 2005      | Mount Lemmon         | Mt. Lemmon Survey    |
| 455747 | 2005 JL112             | 9 de maig de 2005      | Catalina             | CSS                  |
| 455748 | 2005 JO112             | 9 de maig de 2005      | Anderson Mesa        | LONEOS               |
| 455749 | 2005 JL117             | 10 de maig de 2005     | Kitt Peak            | Spacewatch           |
| 455750 | 2005 JA131             | 16 d'abril de 2005     | Kitt Peak            | Spacewatch           |
| 455751 | 2005 JE152             | 4 de maig de 2005      | Mount Lemmon         | Mt. Lemmon Survey    |
| 455752 | 2005 JV185             | 1 de maig de 2005      | Palomar              | NEAT                 |
| 455753 | 2005 KX8               | 2 de maig de 2005      | Kitt Peak            | Spacewatch           |
| 455754 | 2005 LV39              | 4 de maig de 2005      | Kitt Peak            | Spacewatch           |
| 455755 | 2005 LS53              | 2 de juny de 2005      | Mount Lemmon         | Mt. Lemmon Survey    |
| 455756 | 2005 MA1               | 17 de juny de 2005     | Mount Lemmon         | Mt. Lemmon Survey    |
| 455757 | 2005 ME1               | 17 de juny de 2005     | Mount Lemmon         | Mt. Lemmon Survey    |
| 455758 | 2005 MP14              | 28 de juny de 2005     | Palomar              | NEAT                 |
| 455759 | 2005 MR26              | 14 de juny de 2005     | Mount Lemmon         | Mt. Lemmon Survey    |
| 455760 | 2005 MF31              | 30 de juny de 2005     | Kitt Peak            | Spacewatch           |
| 455761 | 2005 MO36              | 30 de juny de 2005     | Kitt Peak            | Spacewatch           |
| 455762 | 2005 NW1               | 1 de juliol de 2005    | Kitt Peak            | Spacewatch           |
| 455763 | 2005 NH2               | 2 de juliol de 2005    | Kitt Peak            | Spacewatch           |
| 455764 | 2005 NW11              | 4 de juliol de 2005    | Kitt Peak            | Spacewatch           |
| 455765 | 2005 ND12              | 4 de juliol de 2005    | Mount Lemmon         | Mt. Lemmon Survey    |
| 455766 | 2005 NU19              | 5 de juliol de 2005    | Mount Lemmon         | Mt. Lemmon Survey    |
| 455767 | 2005 NX25              | 4 de juliol de 2005    | Kitt Peak            | Spacewatch           |
| 455768 | 2005 NF41              | 4 de juliol de 2005    | Mount Lemmon         | Mt. Lemmon Survey    |
| 455769 | 2005 NR43              | 27 de juny de 2005     | Kitt Peak            | Spacewatch           |
| 455770 | 2005 NC50              | 18 de juny de 2005     | Mount Lemmon         | Mt. Lemmon Survey    |
| 455771 | 2005 NA68              | 3 de juliol de 2005    | Palomar              | NEAT                 |
| 455772 | 2005 NF97              | 8 de juliol de 2005    | Kitt Peak            | Spacewatch           |
| 455773 | 2005 NQ122             | 3 de juliol de 2005    | Catalina             | CSS                  |
| 455774 | 2005 OV4               | 28 de juliol de 2005   | Palomar              | NEAT                 |
| 455775 | 2005 OX6               | 2 de juliol de 2005    | Catalina             | CSS                  |
| 455776 | 2005 OM15              | 27 de juny de 2005     | Kitt Peak            | Spacewatch           |
| 455777 | 2005 OS27              | 27 de juliol de 2005   | Palomar              | NEAT                 |
| 455778 | 2005 PR14              | 4 d'agost de 2005      | Palomar              | NEAT                 |
| 455779 | 2005 QX19              | 26 d'agost de 2005     | Campo Imperatore     | CINEOS               |
| 455780 | 2005 QX21              | 27 d'agost de 2005     | Kitt Peak            | Spacewatch           |
| 455781 | 2005 QG50              | 26 d'agost de 2005     | Palomar              | NEAT                 |
| 455782 | 2005 QX54              | 28 d'agost de 2005     | Kitt Peak            | Spacewatch           |
| 455783 | 2005 QE81              | 29 d'agost de 2005     | Kitt Peak            | Spacewatch           |
| 455784 | 2005 QZ113             | 27 d'agost de 2005     | Palomar              | NEAT                 |
| 455785 | 2005 QW115             | 28 d'agost de 2005     | Kitt Peak            | Spacewatch           |
| 455786 | 2005 QQ117             | 28 d'agost de 2005     | Kitt Peak            | Spacewatch           |
| 455787 | 2005 QX121             | 28 d'agost de 2005     | Kitt Peak            | Spacewatch           |
| 455788 | 2005 QC137             | 28 d'agost de 2005     | Kitt Peak            | Spacewatch           |
| 455789 | 2005 QN187             | 31 d'agost de 2005     | Kitt Peak            | Spacewatch           |
| 455790 | 2005 QJ188             | 31 d'agost de 2005     | Kitt Peak            | Spacewatch           |
| 455791 | 2005 RU25              | 11 de juny de 2005     | Catalina             | CSS                  |
| 455792 | 2005 RO40              | 10 de setembre de 2005 | Anderson Mesa        | LONEOS               |
| 455793 | 2005 RP40              | 8 de juliol de 2005    | Anderson Mesa        | LONEOS               |
| 455794 | 2005 RN51              | 12 de setembre de 2005 | Kitt Peak            | Spacewatch           |
| 455795 | 2005 SF                | 21 de setembre de 2005 | Siding Spring        | Siding Spring Survey |
| 455796 | 2005 SE4               | 24 de setembre de 2005 | Anderson Mesa        | LONEOS               |
| 455797 | 2005 SY4               | 31 d'agost de 2005     | Kitt Peak            | Spacewatch           |
| 455798 | 2005 SB11              | 23 de setembre de 2005 | Catalina             | CSS                  |
| 455799 | 2005 SW11              | 23 de setembre de 2005 | Kitt Peak            | Spacewatch           |
| 455800 | 2005 SJ12              | 23 de setembre de 2005 | Catalina             | CSS                  |

## 455801–455900
| Nom    | Designació provisional | Data de descobriment   | Lloc de descobriment | Descobridor/s     |
| ------ | ---------------------- | ---------------------- | -------------------- | ----------------- |
| 455801 | 2005 SV47              | 24 de setembre de 2005 | Kitt Peak            | Spacewatch        |
| 455802 | 2005 SE62              | 26 de setembre de 2005 | Kitt Peak            | Spacewatch        |
| 455803 | 2005 SV66              | 27 de setembre de 2005 | Kitt Peak            | Spacewatch        |
| 455804 | 2005 SL78              | 24 de setembre de 2005 | Kitt Peak            | Spacewatch        |
| 455805 | 2005 SP110             | 26 de setembre de 2005 | Kitt Peak            | Spacewatch        |
| 455806 | 2005 SF118             | 28 de setembre de 2005 | Palomar              | NEAT              |
| 455807 | 2005 SF133             | 29 de setembre de 2005 | Kitt Peak            | Spacewatch        |
| 455808 | 2005 SY146             | 25 de setembre de 2005 | Kitt Peak            | Spacewatch        |
| 455809 | 2005 SQ148             | 25 de setembre de 2005 | Kitt Peak            | Spacewatch        |
| 455810 | 2005 SW148             | 25 de setembre de 2005 | Kitt Peak            | Spacewatch        |
| 455811 | 2005 SH171             | 29 de setembre de 2005 | Kitt Peak            | Spacewatch        |
| 455812 | 2005 SJ178             | 31 d'agost de 2005     | Kitt Peak            | Spacewatch        |
| 455813 | 2005 SK184             | 24 de setembre de 2005 | Kitt Peak            | Spacewatch        |
| 455814 | 2005 SK188             | 29 de setembre de 2005 | Mount Lemmon         | Mt. Lemmon Survey |
| 455815 | 2005 SO198             | 30 de setembre de 2005 | Mount Lemmon         | Mt. Lemmon Survey |
| 455816 | 2005 SW212             | 30 de setembre de 2005 | Mount Lemmon         | Mt. Lemmon Survey |
| 455817 | 2005 SV214             | 30 de setembre de 2005 | Anderson Mesa        | LONEOS            |
| 455818 | 2005 SS223             | 29 de setembre de 2005 | Mount Lemmon         | Mt. Lemmon Survey |
| 455819 | 2005 SL232             | 30 de setembre de 2005 | Mount Lemmon         | Mt. Lemmon Survey |
| 455820 | 2005 SK233             | 30 de setembre de 2005 | Mount Lemmon         | Mt. Lemmon Survey |
| 455821 | 2005 SU240             | 25 de setembre de 2005 | Kitt Peak            | Spacewatch        |
| 455822 | 2005 SV240             | 30 de setembre de 2005 | Kitt Peak            | Spacewatch        |
| 455823 | 2005 SA291             | 25 de setembre de 2005 | Kitt Peak            | Spacewatch        |
| 455824 | 2005 SD293             | 26 de setembre de 2005 | Catalina             | CSS               |
| 455825 | 2005 TL3               | 16 de setembre de 2005 | Anderson Mesa        | LONEOS            |
| 455826 | 2005 TQ14              | 3 d'octubre de 2005    | Catalina             | CSS               |
| 455827 | 2005 TX15              | 1 d'octubre de 2005    | Kitt Peak            | Spacewatch        |
| 455828 | 2005 TQ23              | 1 de setembre de 2005  | Kitt Peak            | Spacewatch        |
| 455829 | 2005 TQ25              | 1 d'octubre de 2005    | Mount Lemmon         | Mt. Lemmon Survey |
| 455830 | 2005 TX32              | 1 d'octubre de 2005    | Kitt Peak            | Spacewatch        |
| 455831 | 2005 TB45              | 30 de setembre de 2005 | Mount Lemmon         | Mt. Lemmon Survey |
| 455832 | 2005 TB62              | 4 d'octubre de 2005    | Mount Lemmon         | Mt. Lemmon Survey |
| 455833 | 2005 TS77              | 8 de setembre de 2005  | Socorro              | LINEAR            |
| 455834 | 2005 TC84              | 24 de setembre de 2005 | Kitt Peak            | Spacewatch        |
| 455835 | 2005 TO84              | 3 d'octubre de 2005    | Kitt Peak            | Spacewatch        |
| 455836 | 2005 TU94              | 25 de setembre de 2005 | Kitt Peak            | Spacewatch        |
| 455837 | 2005 TW96              | 29 de setembre de 2005 | Mount Lemmon         | Mt. Lemmon Survey |
| 455838 | 2005 TU97              | 6 d'octubre de 2005    | Mount Lemmon         | Mt. Lemmon Survey |
| 455839 | 2005 TX97              | 6 d'octubre de 2005    | Mount Lemmon         | Mt. Lemmon Survey |
| 455840 | 2005 TZ97              | 6 d'octubre de 2005    | Mount Lemmon         | Mt. Lemmon Survey |
| 455841 | 2005 TM110             | 1 d'octubre de 2005    | Catalina             | CSS               |
| 455842 | 2005 TQ111             | 27 de setembre de 2005 | Kitt Peak            | Spacewatch        |
| 455843 | 2005 TU120             | 7 d'octubre de 2005    | Kitt Peak            | Spacewatch        |
| 455844 | 2005 TE130             | 29 de setembre de 2005 | Mount Lemmon         | Mt. Lemmon Survey |
| 455845 | 2005 TB135             | 1 d'octubre de 2005    | Mount Lemmon         | Mt. Lemmon Survey |
| 455846 | 2005 TZ149             | 29 de setembre de 2005 | Kitt Peak            | Spacewatch        |
| 455847 | 2005 TS158             | 26 de setembre de 2005 | Kitt Peak            | Spacewatch        |
| 455848 | 2005 TN168             | 2 d'octubre de 2005    | Mount Lemmon         | Mt. Lemmon Survey |
| 455849 | 2005 TN179             | 5 d'octubre de 2005    | Mount Lemmon         | Mt. Lemmon Survey |
| 455850 | 2005 TJ190             | 1 d'octubre de 2005    | Kitt Peak            | Spacewatch        |
| 455851 | 2005 UF6               | 25 d'octubre de 2005   | Kitt Peak            | Spacewatch        |
| 455852 | 2005 UA13              | 9 d'octubre de 2005    | Kitt Peak            | Spacewatch        |
| 455853 | 2005 UD13              | 9 d'octubre de 2005    | Kitt Peak            | Spacewatch        |
| 455854 | 2005 UU15              | 22 d'octubre de 2005   | Kitt Peak            | Spacewatch        |
| 455855 | 2005 UD22              | 23 d'octubre de 2005   | Kitt Peak            | Spacewatch        |
| 455856 | 2005 UQ23              | 23 d'octubre de 2005   | Kitt Peak            | Spacewatch        |
| 455857 | 2005 UX27              | 23 d'octubre de 2005   | Kitt Peak            | Spacewatch        |
| 455858 | 2005 UL34              | 24 d'octubre de 2005   | Kitt Peak            | Spacewatch        |
| 455859 | 2005 UR37              | 24 d'octubre de 2005   | Kitt Peak            | Spacewatch        |
| 455860 | 2005 US41              | 27 d'octubre de 2005   | Kitt Peak            | Spacewatch        |
| 455861 | 2005 UN42              | 22 d'octubre de 2005   | Kitt Peak            | Spacewatch        |
| 455862 | 2005 UL46              | 22 d'octubre de 2005   | Kitt Peak            | Spacewatch        |
| 455863 | 2005 US48              | 22 d'octubre de 2005   | Kitt Peak            | Spacewatch        |
| 455864 | 2005 UT60              | 25 d'octubre de 2005   | Mount Lemmon         | Mt. Lemmon Survey |
| 455865 | 2005 UQ71              | 10 d'octubre de 2005   | Catalina             | CSS               |
| 455866 | 2005 UB75              | 24 d'octubre de 2005   | Kitt Peak            | Spacewatch        |
| 455867 | 2005 UO76              | 30 d'agost de 2005     | Kitt Peak            | Spacewatch        |
| 455868 | 2005 UY77              | 25 d'octubre de 2005   | Anderson Mesa        | LONEOS            |
| 455869 | 2005 UJ78              | 2 d'octubre de 2005    | Mount Lemmon         | Mt. Lemmon Survey |
| 455870 | 2005 UX83              | 22 d'octubre de 2005   | Kitt Peak            | Spacewatch        |
| 455871 | 2005 UP89              | 30 d'agost de 2005     | Kitt Peak            | Spacewatch        |
| 455872 | 2005 UT89              | 22 d'octubre de 2005   | Kitt Peak            | Spacewatch        |
| 455873 | 2005 UZ91              | 22 d'octubre de 2005   | Kitt Peak            | Spacewatch        |
| 455874 | 2005 UH94              | 22 d'octubre de 2005   | Kitt Peak            | Spacewatch        |
| 455875 | 2005 UO95              | 22 d'octubre de 2005   | Kitt Peak            | Spacewatch        |
| 455876 | 2005 UL101             | 22 d'octubre de 2005   | Kitt Peak            | Spacewatch        |
| 455877 | 2005 UM101             | 22 d'octubre de 2005   | Kitt Peak            | Spacewatch        |
| 455878 | 2005 UO102             | 22 d'octubre de 2005   | Kitt Peak            | Spacewatch        |
| 455879 | 2005 UN107             | 22 d'octubre de 2005   | Kitt Peak            | Spacewatch        |
| 455880 | 2005 UG110             | 22 d'octubre de 2005   | Kitt Peak            | Spacewatch        |
| 455881 | 2005 UP114             | 1 d'octubre de 2005    | Socorro              | LINEAR            |
| 455882 | 2005 UR116             | 12 d'octubre de 2005   | Kitt Peak            | Spacewatch        |
| 455883 | 2005 UH118             | 5 d'octubre de 2005    | Kitt Peak            | Spacewatch        |
| 455884 | 2005 UL118             | 24 d'octubre de 2005   | Kitt Peak            | Spacewatch        |
| 455885 | 2005 UP129             | 24 d'octubre de 2005   | Kitt Peak            | Spacewatch        |
| 455886 | 2005 UH137             | 29 de setembre de 2005 | Mount Lemmon         | Mt. Lemmon Survey |
| 455887 | 2005 UC140             | 25 d'octubre de 2005   | Mount Lemmon         | Mt. Lemmon Survey |
| 455888 | 2005 US151             | 26 d'octubre de 2005   | Kitt Peak            | Spacewatch        |
| 455889 | 2005 US152             | 1 d'octubre de 2005    | Mount Lemmon         | Mt. Lemmon Survey |
| 455890 | 2005 UP154             | 26 d'octubre de 2005   | Kitt Peak            | Spacewatch        |
| 455891 | 2005 UT154             | 26 d'octubre de 2005   | Kitt Peak            | Spacewatch        |
| 455892 | 2005 UV154             | 26 d'octubre de 2005   | Kitt Peak            | Spacewatch        |
| 455893 | 2005 UF155             | 26 d'octubre de 2005   | Kitt Peak            | Spacewatch        |
| 455894 | 2005 UD166             | 24 d'octubre de 2005   | Kitt Peak            | Spacewatch        |
| 455895 | 2005 UO169             | 24 d'octubre de 2005   | Kitt Peak            | Spacewatch        |
| 455896 | 2005 UC171             | 24 d'octubre de 2005   | Kitt Peak            | Spacewatch        |
| 455897 | 2005 UH174             | 24 d'octubre de 2005   | Kitt Peak            | Spacewatch        |
| 455898 | 2005 UW176             | 24 d'octubre de 2005   | Kitt Peak            | Spacewatch        |
| 455899 | 2005 UL178             | 24 d'octubre de 2005   | Kitt Peak            | Spacewatch        |
| 455900 | 2005 UR179             | 24 d'octubre de 2005   | Kitt Peak            | Spacewatch        |

## 455901–455000
| Nom    | Designació provisional | Data de descobriment   | Lloc de descobriment | Descobridor/s     |
| ------ | ---------------------- | ---------------------- | -------------------- | ----------------- |
| 455901 | 2005 UA187             | 26 d'octubre de 2005   | Kitt Peak            | Spacewatch        |
| 455902 | 2005 UX190             | 27 d'octubre de 2005   | Mount Lemmon         | Mt. Lemmon Survey |
| 455903 | 2005 UF192             | 27 d'octubre de 2005   | Mount Lemmon         | Mt. Lemmon Survey |
| 455904 | 2005 UV195             | 1 d'octubre de 2005    | Kitt Peak            | Spacewatch        |
| 455905 | 2005 UU196             | 24 d'octubre de 2005   | Kitt Peak            | Spacewatch        |
| 455906 | 2005 UY196             | 1 d'octubre de 2005    | Mount Lemmon         | Mt. Lemmon Survey |
| 455907 | 2005 UV200             | 25 d'octubre de 2005   | Kitt Peak            | Spacewatch        |
| 455908 | 2005 UY211             | 27 d'octubre de 2005   | Kitt Peak            | Spacewatch        |
| 455909 | 2005 UD220             | 25 d'octubre de 2005   | Kitt Peak            | Spacewatch        |
| 455910 | 2005 UW221             | 25 d'octubre de 2005   | Kitt Peak            | Spacewatch        |
| 455911 | 2005 UL222             | 25 d'octubre de 2005   | Kitt Peak            | Spacewatch        |
| 455912 | 2005 UP223             | 25 d'octubre de 2005   | Kitt Peak            | Spacewatch        |
| 455913 | 2005 UQ223             | 25 d'octubre de 2005   | Kitt Peak            | Spacewatch        |
| 455914 | 2005 US224             | 25 d'octubre de 2005   | Kitt Peak            | Spacewatch        |
| 455915 | 2005 UX231             | 25 d'octubre de 2005   | Mount Lemmon         | Mt. Lemmon Survey |
| 455916 | 2005 UJ247             | 28 d'octubre de 2005   | Mount Lemmon         | Mt. Lemmon Survey |
| 455917 | 2005 UT253             | 23 d'octubre de 2005   | Catalina             | CSS               |
| 455918 | 2005 UP254             | 22 d'octubre de 2005   | Kitt Peak            | Spacewatch        |
| 455919 | 2005 UM257             | 25 d'octubre de 2005   | Kitt Peak            | Spacewatch        |
| 455920 | 2005 UJ260             | 25 d'octubre de 2005   | Kitt Peak            | Spacewatch        |
| 455921 | 2005 UE262             | 26 d'octubre de 2005   | Kitt Peak            | Spacewatch        |
| 455922 | 2005 UC268             | 27 d'octubre de 2005   | Bergisch Gladbach    | Bickel, W.        |
| 455923 | 2005 UB276             | 24 d'octubre de 2005   | Kitt Peak            | Spacewatch        |
| 455924 | 2005 UW285             | 25 de setembre de 2005 | Kitt Peak            | Spacewatch        |
| 455925 | 2005 UY292             | 26 d'octubre de 2005   | Kitt Peak            | Spacewatch        |
| 455926 | 2005 UN294             | 26 d'octubre de 2005   | Kitt Peak            | Spacewatch        |
| 455927 | 2005 UC298             | 26 d'octubre de 2005   | Kitt Peak            | Spacewatch        |
| 455928 | 2005 UF298             | 1 d'octubre de 2005    | Mount Lemmon         | Mt. Lemmon Survey |
| 455929 | 2005 US311             | 12 d'octubre de 2005   | Kitt Peak            | Spacewatch        |
| 455930 | 2005 UW317             | 27 d'octubre de 2005   | Kitt Peak            | Spacewatch        |
| 455931 | 2005 UO326             | 29 d'octubre de 2005   | Kitt Peak            | Spacewatch        |
| 455932 | 2005 UB330             | 28 d'octubre de 2005   | Kitt Peak            | Spacewatch        |
| 455933 | 2005 UG339             | 23 d'octubre de 2005   | Catalina             | CSS               |
| 455934 | 2005 UX350             | 30 de setembre de 2005 | Catalina             | CSS               |
| 455935 | 2005 UF365             | 27 d'octubre de 2005   | Kitt Peak            | Spacewatch        |
| 455936 | 2005 UZ373             | 27 d'octubre de 2005   | Kitt Peak            | Spacewatch        |
| 455937 | 2005 UT375             | 27 d'octubre de 2005   | Kitt Peak            | Spacewatch        |
| 455938 | 2005 UY377             | 28 d'octubre de 2005   | Mount Lemmon         | Mt. Lemmon Survey |
| 455939 | 2005 UM415             | 25 d'octubre de 2005   | Kitt Peak            | Spacewatch        |
| 455940 | 2005 US415             | 25 d'octubre de 2005   | Kitt Peak            | Spacewatch        |
| 455941 | 2005 UU422             | 27 d'octubre de 2005   | Mount Lemmon         | Mt. Lemmon Survey |
| 455942 | 2005 UC428             | 28 d'octubre de 2005   | Kitt Peak            | Spacewatch        |
| 455943 | 2005 UH428             | 28 d'octubre de 2005   | Kitt Peak            | Spacewatch        |
| 455944 | 2005 UU431             | 28 d'octubre de 2005   | Kitt Peak            | Spacewatch        |
| 455945 | 2005 UA433             | 28 d'octubre de 2005   | Kitt Peak            | Spacewatch        |
| 455946 | 2005 UX439             | 23 d'octubre de 2005   | Catalina             | CSS               |
| 455947 | 2005 US443             | 30 d'octubre de 2005   | Socorro              | LINEAR            |
| 455948 | 2005 UH455             | 13 de setembre de 2005 | Anderson Mesa        | LONEOS            |
| 455949 | 2005 US479             | 31 d'octubre de 2005   | Mount Lemmon         | Mt. Lemmon Survey |
| 455950 | 2005 UL487             | 23 d'octubre de 2005   | Catalina             | CSS               |
| 455951 | 2005 UQ504             | 24 d'octubre de 2005   | Mauna Kea            | Tholen, D. J.     |
| 455952 | 2005 UZ510             | 26 d'octubre de 2005   | Kitt Peak            | Spacewatch        |
| 455953 | 2005 UB516             | 22 d'octubre de 2005   | Apache Point         | Becker, A. C.     |
| 455954 | 2005 UA526             | 28 d'octubre de 2005   | Mount Lemmon         | Mt. Lemmon Survey |
| 455955 | 2005 UD526             | 29 d'octubre de 2005   | Mount Lemmon         | Mt. Lemmon Survey |
| 455956 | 2005 VE                | 1 de novembre de 2005  | Mount Lemmon         | Mt. Lemmon Survey |
| 455957 | 2005 VH16              | 29 d'octubre de 2005   | Catalina             | CSS               |
| 455958 | 2005 VX18              | 12 d'octubre de 2005   | Kitt Peak            | Spacewatch        |
| 455959 | 2005 VW21              | 25 d'octubre de 2005   | Kitt Peak            | Spacewatch        |
| 455960 | 2005 VP59              | 25 d'octubre de 2005   | Kitt Peak            | Spacewatch        |
| 455961 | 2005 VR76              | 29 de setembre de 2005 | Catalina             | CSS               |
| 455962 | 2005 VQ89              | 25 d'octubre de 2005   | Kitt Peak            | Spacewatch        |
| 455963 | 2005 VY94              | 6 de novembre de 2005  | Kitt Peak            | Spacewatch        |
| 455964 | 2005 VV98              | 10 de novembre de 2005 | Catalina             | CSS               |
| 455965 | 2005 VU107             | 5 de novembre de 2005  | Kitt Peak            | Spacewatch        |
| 455966 | 2005 VH108             | 25 d'octubre de 2005   | Kitt Peak            | Spacewatch        |
| 455967 | 2005 VA113             | 28 d'octubre de 2005   | Kitt Peak            | Spacewatch        |
| 455968 | 2005 VU114             | 11 de novembre de 2005 | Kitt Peak            | Spacewatch        |
| 455969 | 2005 VD115             | 24 d'octubre de 2005   | Kitt Peak            | Spacewatch        |
| 455970 | 2005 VX115             | 11 de novembre de 2005 | Kitt Peak            | Spacewatch        |
| 455971 | 2005 VP127             | 1 de novembre de 2005  | Apache Point         | Becker, A. C.     |
| 455972 | 2005 WE15              | 22 de novembre de 2005 | Kitt Peak            | Spacewatch        |
| 455973 | 2005 WH18              | 1 de novembre de 2005  | Mount Lemmon         | Mt. Lemmon Survey |
| 455974 | 2005 WN22              | 21 de novembre de 2005 | Kitt Peak            | Spacewatch        |
| 455975 | 2005 WT23              | 28 d'octubre de 2005   | Mount Lemmon         | Mt. Lemmon Survey |
| 455976 | 2005 WP25              | 21 de novembre de 2005 | Kitt Peak            | Spacewatch        |
| 455977 | 2005 WW32              | 21 de novembre de 2005 | Kitt Peak            | Spacewatch        |
| 455978 | 2005 WT45              | 12 de novembre de 2005 | Kitt Peak            | Spacewatch        |
| 455979 | 2005 WK66              | 25 d'octubre de 2005   | Mount Lemmon         | Mt. Lemmon Survey |
| 455980 | 2005 WJ70              | 30 d'octubre de 2005   | Mount Lemmon         | Mt. Lemmon Survey |
| 455981 | 2005 WE82              | 28 de novembre de 2005 | Catalina             | CSS               |
| 455982 | 2005 WH101             | 22 de novembre de 2005 | Kitt Peak            | Spacewatch        |
| 455983 | 2005 WC108             | 3 de novembre de 2005  | Mount Lemmon         | Mt. Lemmon Survey |
| 455984 | 2005 WU108             | 1 d'octubre de 2005    | Catalina             | CSS               |
| 455985 | 2005 WW108             | 10 d'octubre de 2005   | Catalina             | CSS               |
| 455986 | 2005 WH119             | 31 d'octubre de 2005   | Kitt Peak            | Spacewatch        |
| 455987 | 2005 WK124             | 6 de novembre de 2005  | Mount Lemmon         | Mt. Lemmon Survey |
| 455988 | 2005 WK127             | 24 d'octubre de 2005   | Kitt Peak            | Spacewatch        |
| 455989 | 2005 WL152             | 29 de novembre de 2005 | Kitt Peak            | Spacewatch        |
| 455990 | 2005 WT157             | 25 de novembre de 2005 | Mount Lemmon         | Mt. Lemmon Survey |
| 455991 | 2005 WD162             | 1 de novembre de 2005  | Mount Lemmon         | Mt. Lemmon Survey |
| 455992 | 2005 WM182             | 6 de novembre de 2005  | Mount Lemmon         | Mt. Lemmon Survey |
| 455993 | 2005 WN189             | 30 de novembre de 2005 | Kitt Peak            | Spacewatch        |
| 455994 | 2005 XU1               | 1 d'octubre de 2005    | Kitt Peak            | Spacewatch        |
| 455995 | 2005 XX29              | 1 de desembre de 2005  | Kitt Peak            | Spacewatch        |
| 455996 | 2005 XE67              | 26 de novembre de 2005 | Mount Lemmon         | Mt. Lemmon Survey |
| 455997 | 2005 XG68              | 25 de novembre de 2005 | Kitt Peak            | Spacewatch        |
| 455998 | 2005 XF77              | 6 d'octubre de 2005    | Mount Lemmon         | Mt. Lemmon Survey |
| 455999 | 2005 XA84              | 27 d'octubre de 2005   | Mount Lemmon         | Mt. Lemmon Survey |
| 456000 | 2005 XA109             | 1 de desembre de 2005  | Kitt Peak            | Buie, M. W.       |